# Skoki narciarskie na Mistrzostwach Świata w Narciarstwie Klasycznym 2005
Skoki narciarskie na Mistrzostwach Świata w Narciarstwie Klasycznym 2005 – zawody w skokach narciarskich przeprowadzone w ramach Mistrzostw Świata w Narciarstwie Klasycznym 2005 między 19 a 26 lutego 2005 na skoczniach w Oberstdorfie.
Rozegrane zostały cztery konkurencje – dwie indywidualne oraz dwie drużynowe. Zarówno indywidualne, jak i drużynowe starty odbyły się na dwóch obiektach – dużym i normalnym, umieszczonych w kompleksie skoczni w Oberstdorfie. O medale mistrzostw świata zawodnicy rywalizowali po raz 32.
W konkurencjach indywidualnych zwyciężyli: Rok Benkovič na skoczni HS 100 oraz Janne Ahonen na skoczni HS 137, natomiast w rywalizacji drużynowej dwukrotnie triumfowała reprezentacja Austrii, która wystartowała w składzie: Martin Höllwarth, Wolfgang Loitzl, Thomas Morgenstern i Andreas Widhölzl. Po raz drugi w historii mistrzostw świata w narciarstwie klasycznym przeprowadzono konkursy drużynowe na dwóch skoczniach i jednocześnie po raz pierwszy jedna drużyna zdobyła obydwa złote medale.
Wicemistrzami świata zostali: Jakub Janda na skoczni normalnej oraz Roar Ljøkelsøy na skoczni dużej, zaś w konkurencjach drużynowych: ekipa Niemiec na obiekcie normalnym i Finlandii na dużym. Brązowe medale zdobyli natomiast: w konkursach indywidualnych – Janne Ahonen i Jakub Janda, a w drużynowych zespoły Słowenii i Finlandii.
Po raz drugi w historii, po 1987 roku, konkursy mistrzostw świata w narciarstwie klasycznym przeprowadzono w Oberstdorfie i jednocześnie po raz trzeci, po 1931 i 1987, na terenie Niemiec.
Do zawodów zostało zgłoszonych 87 zawodników z 23 narodowych reprezentacji.

## Przed mistrzostwami

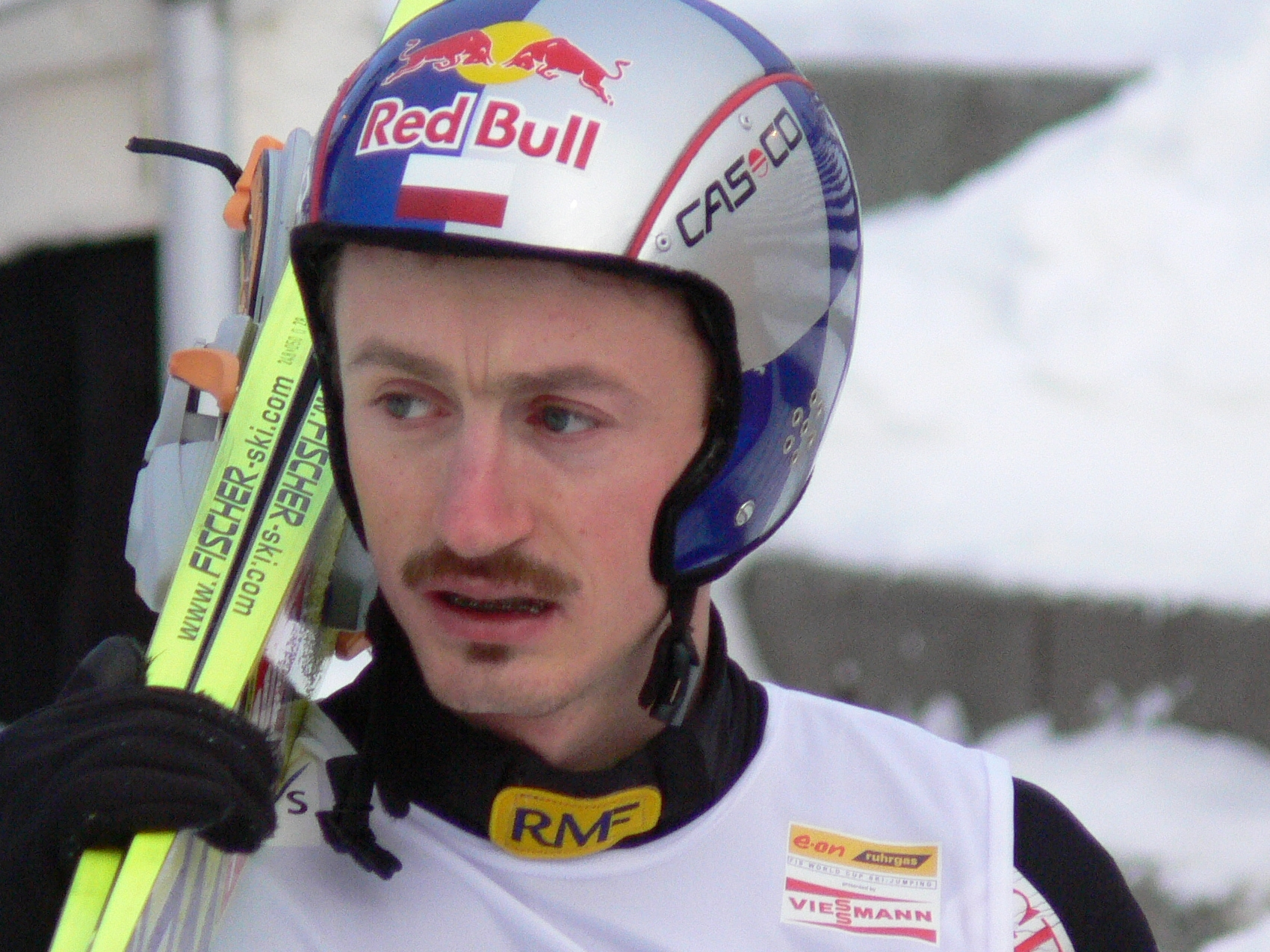
Adam Małysz, obrońca tytułów mistrza świata z 2003 roku.

Obrońcą indywidualnych tytułów mistrza świata był Adam Małysz, który w 2003 roku zdobył złote medale, zarówno na skoczni normalnej, jak i dużej. Tytułu drużynowego broniła natomiast drużyna Finlandii, która w składzie: Tami Kiuru, Matti Hautamäki, Arttu Lappi i Janne Ahonen zajęła pierwsze miejsce w konkursie na obiekcie dużym w Val di Fiemme.
Przed rozpoczęciem Mistrzostw Świata 2005 rozegrano 22 indywidualne konkursy Pucharu Świata oraz 2 konkursy drużynowe. W dwunastu konkursach wygrywał Janne Ahonen, w czterech – Adam Małysz, w dwóch – Roar Ljøkelsøy, a po jednych wygranych zawodach mieli na swoim koncie: Martin Höllwarth, Andreas Widhölzl, Jakub Janda, Kazuyoshi Funaki i Matti Hautamäki. W konkursach drużynowych po jednym zwycięstwie miały reprezentacje Niemiec i Austrii. W indywidualnej klasyfikacji generalnej przed mistrzostwami na pierwszym miejscu plasował się Ahonen, który o 440 punktów wyprzedzał drugiego Höllwartha. Kolejne miejsca zajmowali Ljøkelsøy, Małysz i Janda. Na czele klasyfikacji drużynowej znajdowali się natomiast Austriacy, na drugim miejscu tej klasyfikacji – Finowie, a na trzecim – Niemcy.
W ostatnich konkursach przed mistrzostwami świata, tj. w Sapporo (5-6 lutego) i Pragelato (11-12 lutego) zabrakło wielu zawodników, którzy odpuścili starty w celu przygotowania do głównej imprezy sezonu. Spośród czołówki Pucharu Świata na japońskie konkursy nie pojechało ośmiu skoczków: Janne Ahonen, Adam Małysz, Jakub Janda, Andreas Widhölzl, Matti Hautamäki, Michael Uhrmann, Georg Späth oraz Jernej Damjan. W konkursach w Pragelato ponownie nie wystartowali Ahonen, Späth i Uhrmann, a ponadto między innymi najwyżej sklasyfikowani skoczkowie norwescy, którzy w tym samym czasie startowali w mistrzostwach Norwegii, od których zależał końcowy skład reprezentacji na mistrzostwa świata.
Tuż przed rozegraniem mistrzostw świata szkoleniowiec reprezentacji Norwegii, Mika Kojonkoski poinformował, że jego podopieczni wystartują na mistrzostwach w nowych kombinezonach, które miały pozwolić na większe zatrzymywanie powietrza, w efekcie czego skoki miały być dłuższe.

### Faworyci konkursów

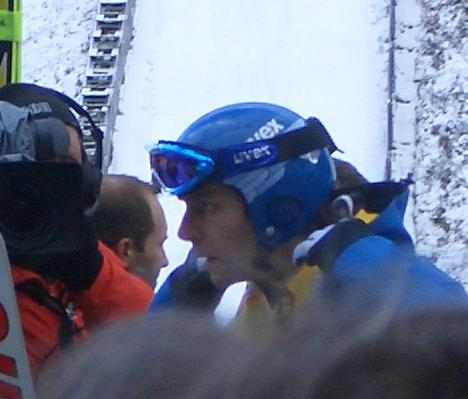
Janne Ahonen – typowany jako główny faworyt mistrzostw świata w Oberstdorfie.

Faworytami do zwycięstwa w pierwszym konkursie indywidualnym byli tacy zawodnicy jak: Adam Małysz, Janne Ahonen, Martin Höllwarth, Thomas Morgenstern, Michael Uhrmann i Matti Hautamäki. Zdaniem bukmacherów największe szanse na zwycięstwo mieli natomiast: Janne Ahonen, Adam Małysz, Martin Höllwarth, Roar Ljøkelsøy, Michael Uhrmann oraz Martin Schmitt. Drużynami, które zdaniem ekspertów pretendowały do zdobycia medalu w konkursie drużynowym na skoczni HS 100 były reprezentacje: Austrii, Finlandii, Norwegii, Niemiec, a także Słowenii.
Wśród zawodników, którzy byli typowani jako faworyci zawodów indywidualnych na skoczni dużej znaleźli się: Rok Benkovič, Janne Ahonen, Dmitrij Wasiljew, Sigurd Pettersen, Lars Bystøl oraz Bjørn Einar Romøren. Przed ostatnią z rozegranych konkurencji, tj. konkursem drużynowym na obiekcie HS 137 do wywalczenia medali typowane były zespoły: Austrii, Finlandii, Norwegii, Słowenii, Niemiec i Rosji.

### Organizacja i przedsięwzięcie medialne
Za organizację mistrzostw świata w narciarstwie klasycznym, w tym konkursów skoków odpowiedzialny był miejscowy klub narciarski SC Oberstdorf, którego siedziba znajduje się w tymże mieście pod adresem Enzenspergerweg 10. Poza samymi zawodami sportowymi, klub zorganizował także atrakcje dla kibiców skoków narciarskich. Jedną z tego typu atrakcji było przeprowadzenie konkursu skoków dla zgromadzonych pod skocznią kibiców. Do tego celu została sprowadzona specjalna 9-metrowa konstrukcja, na której każdy, kto miał ukończone 14 lat, mógł oddać skok.
Do przeprowadzenia transmisji telewizyjnych Unia ds. Masmediów wybrała dwie niemieckie stacje telewizji publicznej – ARD i ZDF. Transmisje zawodów w skokach narciarskich zostały urozmaicone perspektywą z wieży i z zeskoku. Kamera umieszczona na wieży pokazywała fazy skoku od momentu startu z belki do odbicia, a kamera przy zeskoku – dalszą część lotu zawodnika aż do wylądowania. Dodatkową atrakcją były małe kamery zamontowane w butach przedskoczków, dzięki czemu telewidzowie mieli możliwość obejrzenia skoku z perspektywy zawodnika.
Na początku lutego 2005 wydany został okolicznościowy znaczek pocztowy z okazji mistrzostw świata w narciarstwie klasycznym. Na znaczku znalazł się wizerunek skoczka narciarskiego oraz skoczni narciarskiej wraz z wieżą. Autorami projektu byli Ernst i Lorli Jünger. Dochód ze sprzedaży znaczków przeznaczono na rzecz organizacji wspierającej pracę wśród młodzieży trenującej sport wyczynowy.

### Program zawodów
Przed rozpoczęciem mistrzostw sztab organizacyjny przedstawił program wszystkich konkurencji w ramach Mistrzostw Świata w Narciarstwie Klasycznym 2005 w Oberstdorfie. Pierwszy oficjalny trening skoków miał miejsce 17 lutego 2005, a ostatnimi zawodami był drużynowy konkurs na skoczni dużej. Łącznie odbyły się cztery konkursy – dwa indywidualne i dwa drużynowe, a także dwie serie kwalifikacyjne, cztery oficjalne treningi i cztery serie próbne przed konkursami.
Poniższa tabela przedstawia szczegółowy wykaz serii skoków przeprowadzonych w ramach mistrzostw świata.
| Data           | Godzina | Wydarzenie |
| -------------- | ------- | --- |
| 17 lutego 2005 | 16:00   | oficjalny trening na skoczni HS 100                                                                                          |
| 18 lutego 2005 | 16:00   | oficjalny trening na skoczni HS 100                                                                                          |
| 18 lutego 2005 | 17:00   | seria kwalifikacyjna przed zawodami indywidualnymi na skoczni HS 100                                                         |
| 19 lutego 2005 | 15:00   | seria próbna przed zawodami indywidualnymi na skoczni HS 100                                                                 |
| 19 lutego 2005 | 16:00   | początek pierwszej serii konkursowej zawodów indywidualnych na skoczni HS 100, druga seria konkursowa zawodów indywidualnych |
| 20 lutego 2005 | 14:30   | seria próbna przed zawodami drużynowymi na skoczni HS 100                                                                    |
| 20 lutego 2005 | 15:30   | początek pierwszej serii konkursowej zawodów drużynowych na skoczni HS 100, druga seria konkursowa zawodów drużynowych       |
| 22 lutego 2005 | 16:00   | oficjalny trening na skoczni HS 137                                                                                          |
| 24 lutego 2005 | 16:00   | oficjalny trening na skoczni HS 137                                                                                          |
| 24 lutego 2005 | 17:00   | seria kwalifikacyjna przed zawodami indywidualnymi na skoczni HS 137                                                         |
| 25 lutego 2005 | 16:00   | seria próbna przed zawodami indywidualnymi na skoczni HS 137                                                                 |
| 25 lutego 2005 | 17:00   | początek pierwszej serii konkursowej zawodów indywidualnych na skoczni HS 137, druga seria konkursowa zawodów indywidualnych |
| 26 lutego 2005 | 15:00   | seria próbna przed zawodami drużynowymi na skoczni HS 137                                                                    |
| 26 lutego 2005 | 16:00   | początek pierwszej serii konkursowej zawodów drużynowych na skoczni HS 137, druga seria konkursowa zawodów drużynowych       |

## Skocznie
Konkursy skoków na Mistrzostwach Świata w Narciarstwie Klasycznym 2005 rozegrano na dwóch skoczniach – normalnej i dużej. Obie skocznie usytuowane są w kompleksie skoczni w Oberstdorfie. Na każdym z obiektów rozegrano po dwa konkursy – jeden indywidualny i jeden drużynowy.
Z myślą o mistrzostwach świata w narciarstwie klasycznym przeprowadzono modernizację skoczni w Oberstdorfie. Przebudowa rozpoczęła się wiosną 2003, a zakończyła się w grudniu tego roku. Koszty modernizacji wyniosły 16,6 miliona euro, a głównymi celami przebudowy było wydłużenie rozbiegu, stworzenie nowego profilu skoczni i w efekcie przesunięcie punktu konstrukcyjnego ze 115 na 120 metr. W otoczeniu skoczni powstały także nowe trybuny, na których znalazło się łącznie 23 000 miejsc dla publiczności. Pierwszy skok na zmodernizowanym obiekcie oddał Georg Späth, który lądował na 120 metrze.
|  | Nazwa skoczni             | Miejscowość | Punkt K | HS     | Rekord skoczni | Rekord skoczni   | Rekord skoczni |
|  | ------------------------- | ----------- | ------- | ------ | -------------- | ---------------- | -------------- |
|  | Allgäu Arena              | Oberstdorf  | K-90    | HS 100 | 101,5 m        | Frank Löffler    | 04.08.2002     |
|  | Große Schattenbergschanze | Oberstdorf  | K-120   | HS 137 | 143,5 m        | Sigurd Pettersen | 29.12.2003     |

## Jury
Dyrektorem konkursów w skokach narciarskich na mistrzostwach świata w Oberstdorfie był Ralf Schmid oraz z ramienia Międzynarodowej Federacji Narciarskiej, dyrektor zawodów Pucharu Świata, Walter Hofer. Funkcję asystenta Waltera Hofera pełnił Miran Tepeš. Sędzią technicznym zawodów był Paul Ganzenhuber, a jego asystentem Włoch, Sandro Dalle Ave.
Skład sędziowski poszczególnych konkursów przedstawia poniższa tabela:
| Sędzia              | Kraj              | Stanowisko na wieży sędziowskiej konk. ind. HS 100 | Stanowisko na wieży sędziowskiej konk. druż. HS 100 | Stanowisko na wieży sędziowskiej konk. ind. HS 137 | Stanowisko na wieży sędziowskiej konk. druż. HS 100 |
| ------------------- | ----------------- | -------------------------------------------------- | --------------------------------------------------- | -------------------------------------------------- | --------------------------------------------------- |
| James Colby         | Stany Zjednoczone | B                                                  | C                                                   | E                                                  | –                                                   |
| Rolf Feuchtenberger | Niemcy            | D                                                  | E                                                   | A                                                  | B                                                   |
| Norihiro Kanno      | Japonia           | E                                                  | –                                                   | B                                                  | C                                                   |
| Sigbjørn Normann    | Norwegia          | A                                                  | B                                                   | D                                                  | E                                                   |
| Stanislav Slavík    | Czechy            | C                                                  | D                                                   | –                                                  | A                                                   |
| Fredi Zarucchi      | Szwajcaria        | –                                                  | A                                                   | C                                                  | D                                                   |

## Przebieg zawodów

### Konkurs indywidualny na skoczni normalnej

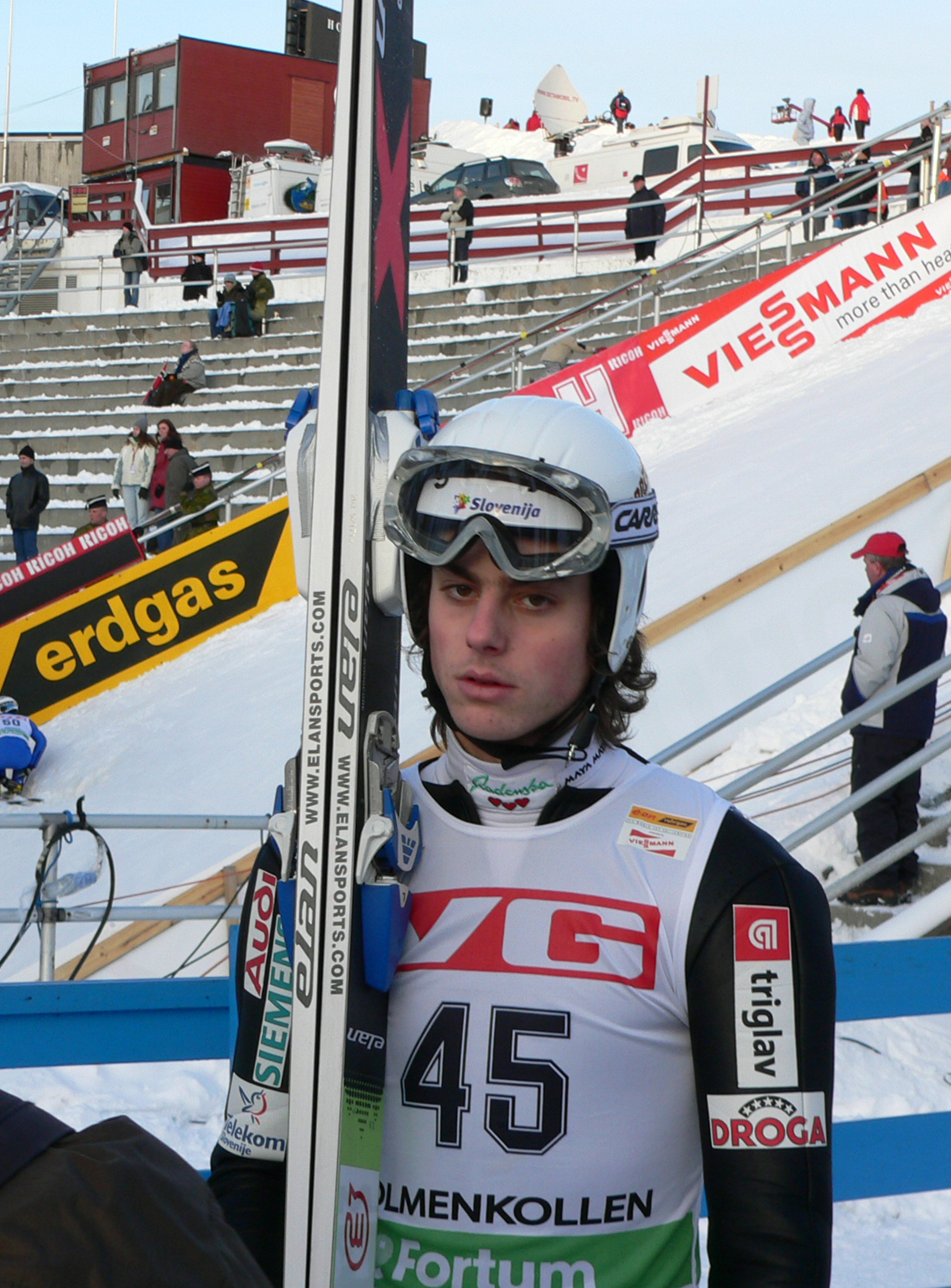
Rok Benkovič, indywidualny mistrz świata ze skoczni normalnej i brązowy medalista w konkursie drużynowym.

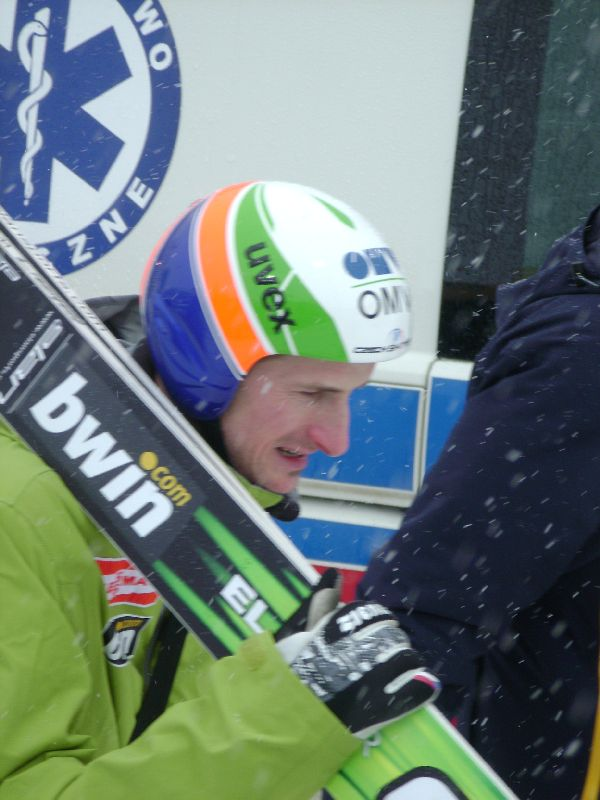
Jakub Janda, srebrny i brązowy medalista mistrzostw świata.

Pierwszymi zawodami w ramach Mistrzostw Świata w Narciarstwie Klasycznym 2005 był konkurs indywidualny na skoczni normalnej, który rozpoczął się 19 lutego o godzinie 16:00 czasu lokalnego. Jeśli chodzi o warunki atmosferyczne na początku rywalizacji, to temperatura powietrza wynosiła -1 °C oraz wiał niewielki wiatr. Jury konkursu ustawiło rozbieg na piątej platformie startowej. Jako pierwszy wystartował zawodnik koreański, Choi Yong-jik, który uzyskał 92 metry. Dawało mu to pierwszą pozycję aż do skoku piątego skoczka, Davida Lazzaroni, który lądował pół metra dalej od Koreańczyka i tym samym został nowym liderem konkursu. Z numerem dziesiątym wystartował Marcin Bachleda, który dzięki odległości 94,5 m objął prowadzenie. Bachledy nie wyprzedzili kolejni zawodnicy, w tym między innymi Martin Schmitt po skoku na 93,5 metra. Polak pozostawał na pierwszej pozycji aż do skoku 27. zawodnika konkursu, Roka Benkoviča, który uzyskując 101 metrów wyrównał dotychczasowy rekord skoczni Franka Löfflera, dzięki czemu został nowym liderem konkursu z przewagą 14,5 punktu nad drugim w klasyfikacji Bachledą. Dwóch kolejnych zawodników, tj. Dmitrij Wasiljew i Bjørn Einar Romøren także oddali dalekie skoki – odpowiednio 97,5 oraz 98,5 m, jednak nie były to wystarczające odległości, aby wyprzedzić prowadzącego Słoweńca i w efekcie Wasiljew i Romøren plasowali się tuż za Słoweńcem. Następnie warunki atmosferyczne w Oberstdorfie pogorszyły się, czego skutkiem były krótsze skoki kolejnych zawodników. Startujący z 36. numerem startowym Słoweniec Jernej Damjan uzyskał natomiast 99,5 metra, co pozwoliło mu zająć trzecie miejsce za prowadzącymi Benkovičem i Romørenem. Po kilka metrów mniej uzyskali kolejni zawodnicy – Lars Bystøl (94,5 m) oraz Georg Späth (97 m). Ostatnią dziesiątkę pierwszej serii rozpoczął Risto Jussilainen, który lądował na 97,5 metrze. Startujący bezpośrednio po nim Michael Uhrmann uzyskał rezultat o metr gorszy od Fina, a kolejny skoczek Matti Hautamäki lądował od niego 2 metry bliżej. Kolejni zawodnicy uzyskiwali porównywalne próby. Andreas Widhölzl osiągnął 94,5 metra, Thomas Morgenstern – 95 metrów, Jakub Janda – 96 metrów, broniący tytułu mistrza świata Adam Małysz – 94,5 metra, Roar Ljøkelsøy – 96,5 metra, Martin Höllwarth – 95,5 metra, a Janne Ahonen – 97 metrów. Końcowa grupa zawodników startujących w pierwszej serii skakała przy niekorzystnym wietrze, co mogło wpłynąć na uzyskiwane odległości. Po pierwszej serii pierwsze miejsce zajmował Rok Benkovič, a kolejne miejsca przypadały Bjørnowi Einarowi Romørenowi i Jernejowi Damjanowi.
Przed rozpoczęciem drugiej serii konkursowej jury podwyższyło belkę startową do pozycji 6. Do startu w serii finałowej zostało dopuszczonych 31 zawodników, z uwagi na to, że dwóch zawodników, tj. Iwan Karaułow i Andreas Küttel zajęło ostatnie miejsce premiowane awansem do drugiej serii. Jako pierwszy skok oddał Karaułow, który uzyskał 90 metrów. Küttel lądował 4,5 metra dalej, dzięki czemu wyprzedził Kazacha oraz kilku innych zawodników. Zmiana lidera nastąpiła po skoku Akiry Higashiego, który uzyskał tę samą odległość co Szwajcar, lecz po pierwszej serii miał nad nim wystarczająco dużą przewagę punktową. Metr dalej od Higashiego lądował kolejny ze skoczków Jussi Hautamäki i objął prowadzenie w konkursie. Startujący tuż po nim Norweg Sigurd Pettersen uzyskał rezultat o pół metra gorszy, jednak mimo to wyprzedził Hautamäkiego. Zmiana na czele stawki nastąpiła po próbie Wolfganga Loitzla, który plasował się na 22. miejscu po skoku na 93 metry w pierwszej serii. Austriak poprawił się w serii finałowej o 1,5 metra i objął prowadzenie o 4,5 punktu nad Pettersenem. Odległość 93 metry uzyskał Martin Schmitt i plasował się na drugim miejscu. Następnie zmieniły się warunki wietrzne, w związku z czym jury wstrzymało konkurs. Po jego wznowieniu na belce startowej zasiadł Andreas Widhölzl i uzyskał 86 metrów. Kolejnym z zawodników był Adam Małysz. Reprezentant Polski wylądował na 93 metrze i ex aequo z Loitzlem prowadził w konkursie. Po skoku Małysza rozpoczęła się seria znacznie słabszych prób zawodników, w tym między innymi Thomasa Morgensterna (89,5 m), Martina Höllwartha (92 m) i Roara Ljøkelsøya (90,5 m). Zmiana na czele zawodów miała miejsce po skoku zajmującego siódmą pozycję po pierwszej serii, Georga Spätha. Odległość uzyskana przez Niemca to 92 metry. Startujący po nim Jakub Janda uzyskał rezultat o pół metra gorszy, jednak dzięki lepszym notom sędziowskim objął prowadzenie. Taką samą odległość jak Späth uzyskał Janne Ahonen i o 0,5 punktu przegrał z prowadzącym Jandą. Trzeci po pierwszej serii Jernej Damjan lądował pół metra przed punktem konstrukcyjnym skoczni w Oberstdorfie, w efekcie czego zajmował czwarte miejsce wraz z Loitzlem i Małyszem. Taką samą odległość uzyskał również Bjørn Einar Romøren i zajmował trzecie miejsce za Jandą i Ahonenem. Zwycięzca pierwszej serii konkursowej, Rok Benkovič skoczył 91 metrów, co wystarczyło, aby wyprzedzić Jandę o 6,5 punktu i tym samym zdobyć złoty medal mistrzostw świata na skoczni normalnej. Złoty medal Roka Benkoviča był jednocześnie pierwszym w historii skoków narciarskich medalem tego kruszcu, wywalczonym przez reprezentanta Słowenii.

### Konkurs drużynowy na skoczni normalnej

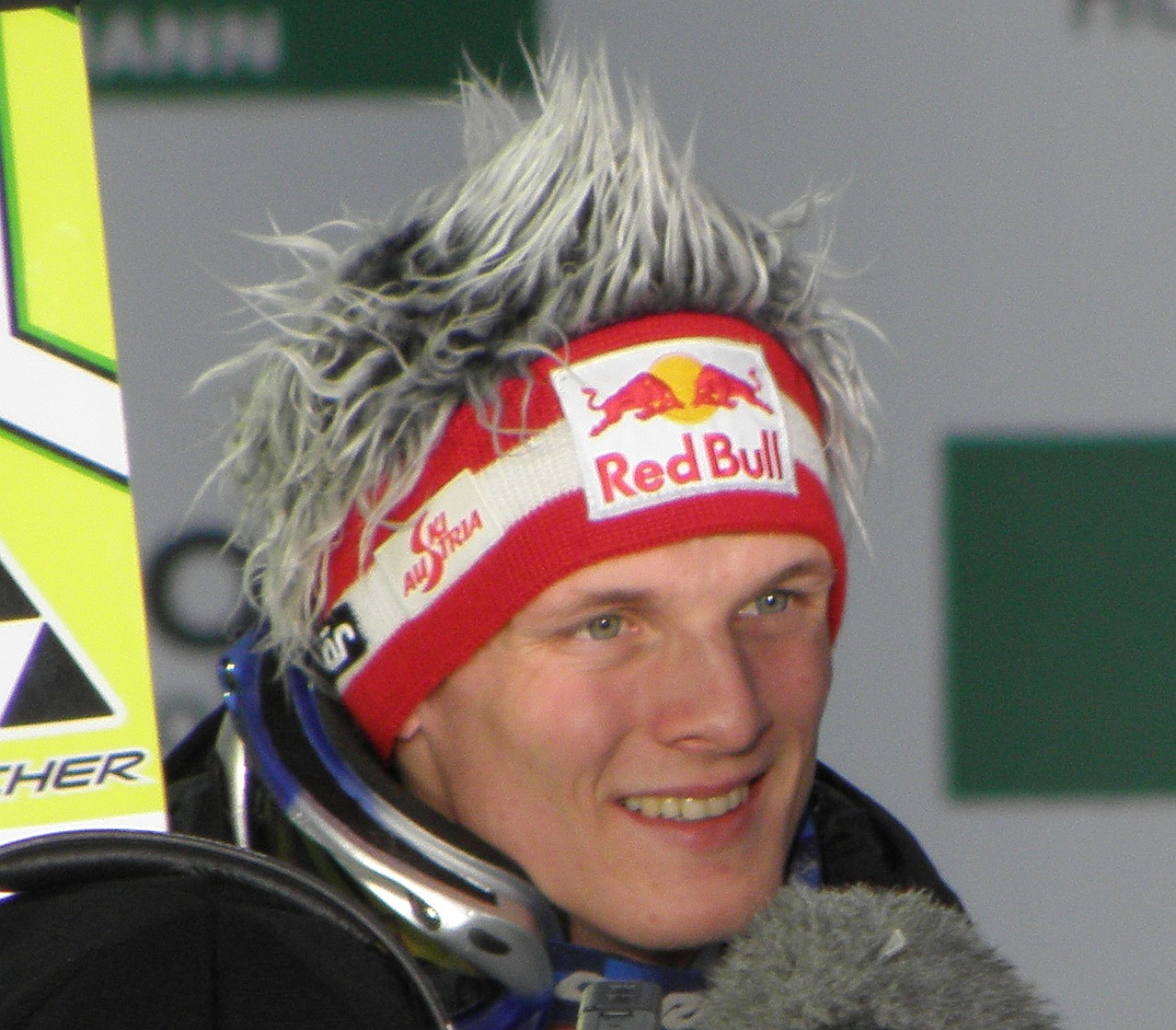
Thomas Morgenstern, dwukrotny złoty medalista w konkursach drużynowych w 2005 roku.

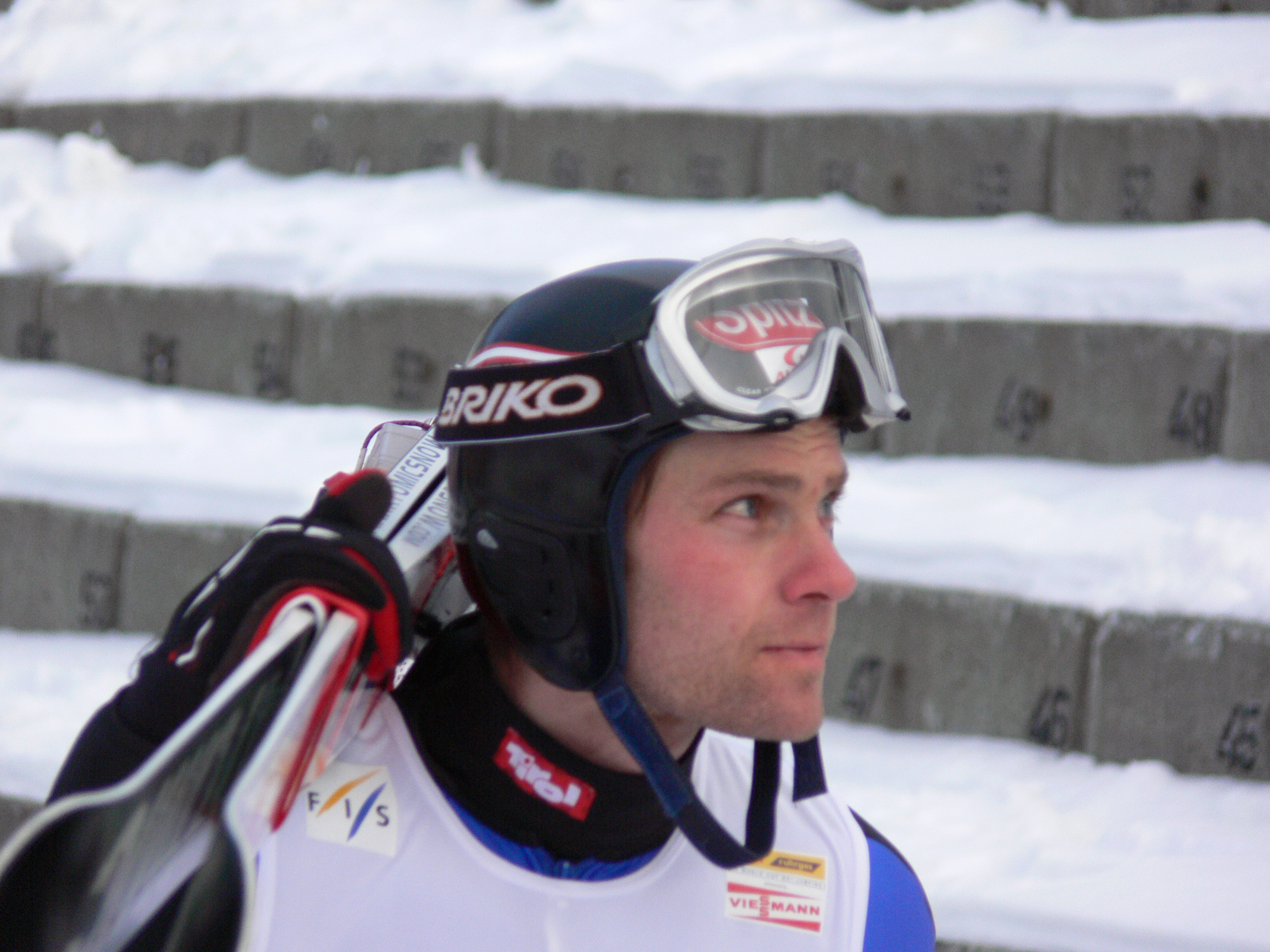
Andreas Widhölzl, dwukrotny złoty medalista mistrzostw świata w 2005 roku.

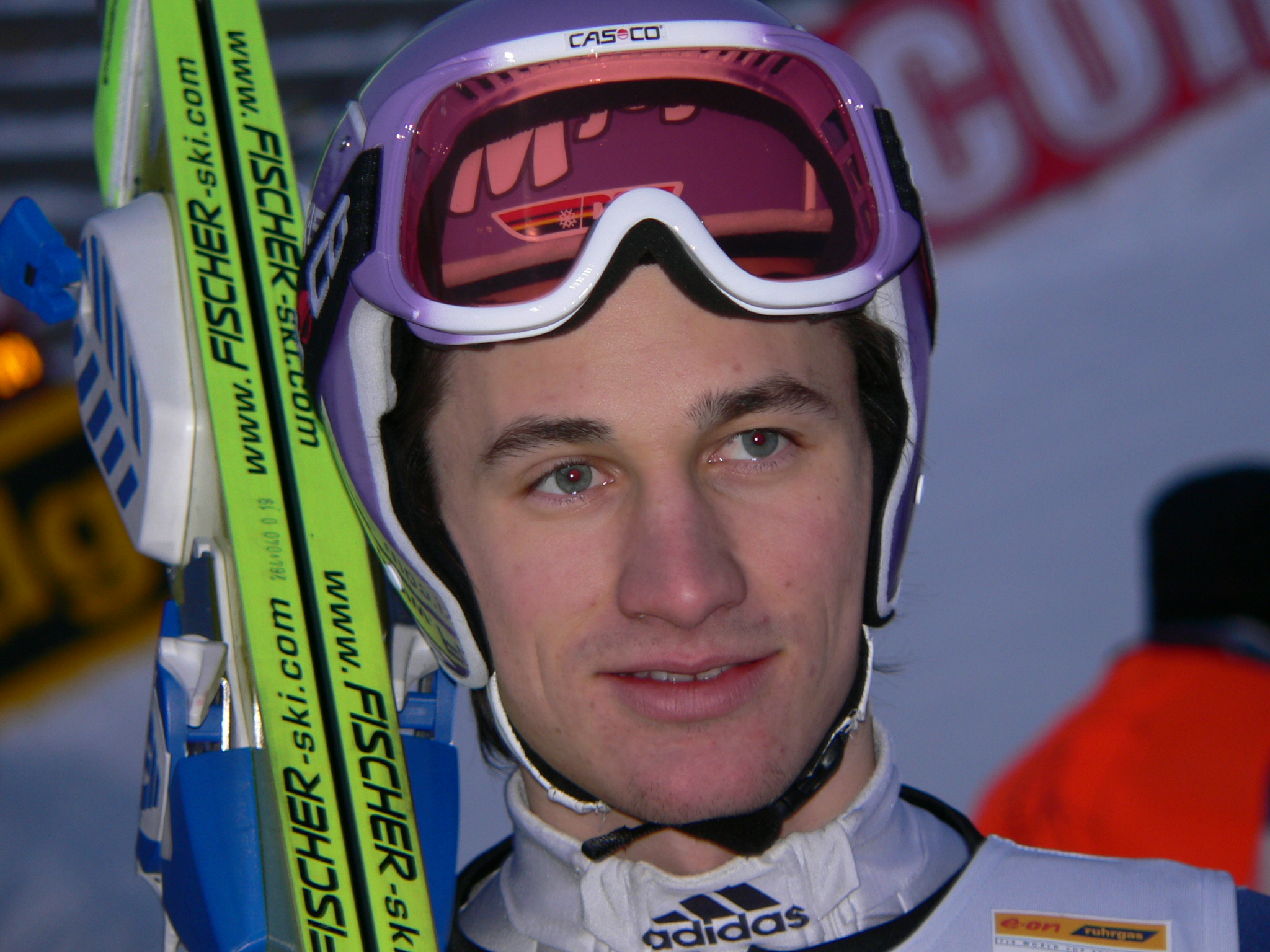
Martin Schmitt, drużynowy wicemistrz świata na skoczni normalnej.

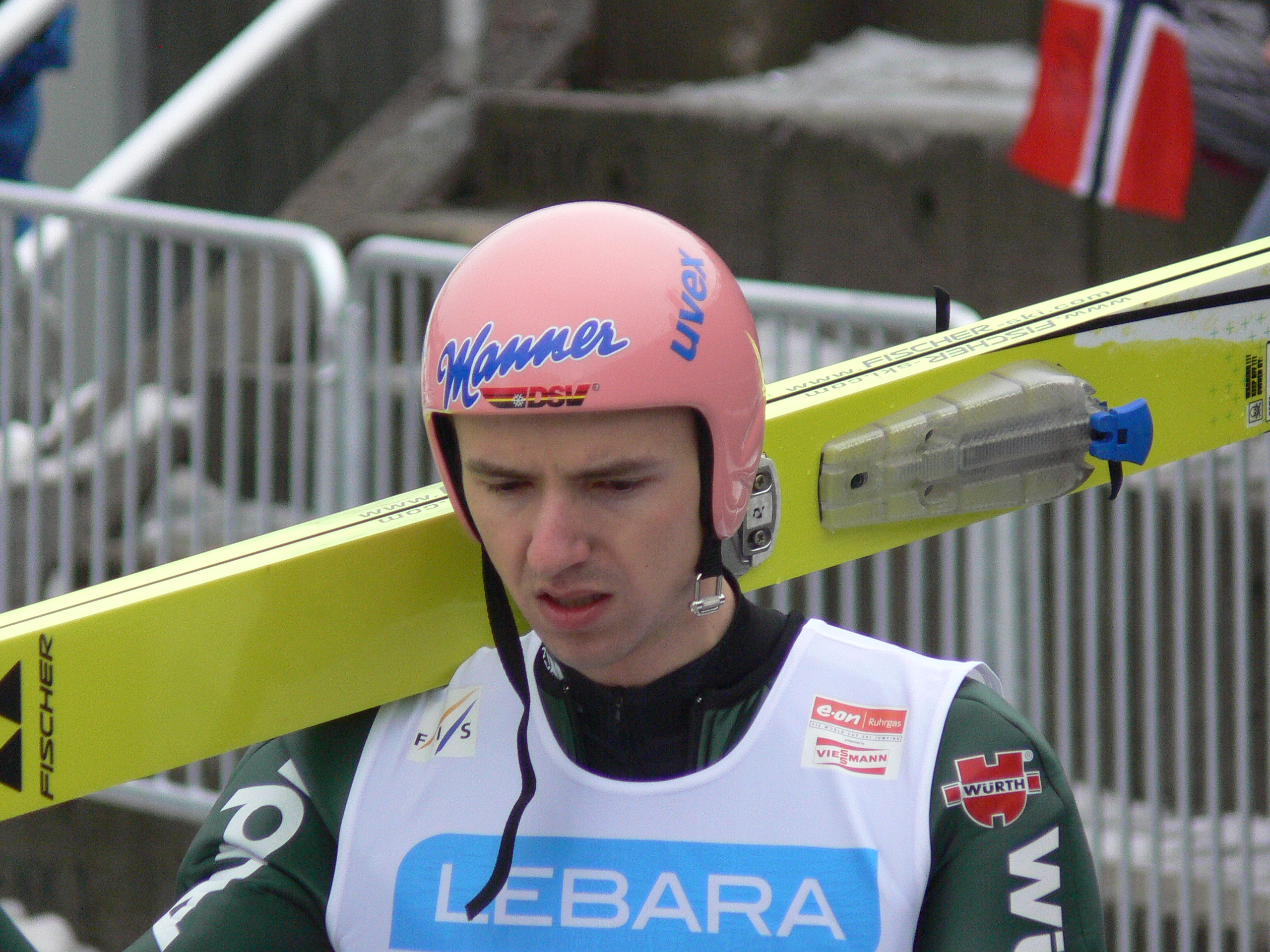
Georg Späth, srebrny medalista w konkursie drużynowym na normalnej skoczni.

Dzień po konkursie indywidualnym odbył się konkurs drużynowy na tej samej skoczni (HS 100). W serii próbnej, zakończonej na pół godziny przed zawodami drużynowymi najdłuższy skok oddał Rok Benkovič. Słoweniec uzyskał 102 metry, co było najdłuższą w historii odległością uzyskaną na tym obiekcie. Wynik ten nie został jednak oficjalnie uznany za rekord skoczni z uwagi na fakt, że próba Benkoviča nie miała miejsca w serii konkursowej. Do konkursu zostało zgłoszonych 16 ekip, z czego sklasyfikowanych zostało 15. Do konkursu mimo zgłoszenia nie przystąpili skoczkowie ukraińscy. W pierwszej grupie zawodników najdalszy skok oddał Wolfgang Loitzl, który uzyskał 97,5 metra. Drugą odległość uzyskał Lars Bystøl (95 m), a trzecią Matti Hautamäki (91,5 m). W drugiej rundzie większość z zawodników lądowała przed punktem konstrukcyjnym. Jedynym zawodnikiem, który uzyskał odległość lepszą niż 90 metrów był Martin Schmitt, dzięki czemu drużyna Niemiec awansowała na drugą pozycję, tracąc do prowadzących Austriaków 12,5 punktu. W tej grupie zawodników wystartował także reprezentant Norwegii – Sigurd Pettersen. Uzyskał odległość 65,5 metra i na dodatek został zdyskwalifikowany za nieodpowiednią wagę w stosunku do stosowanych nart. Dyskwalifikacja Pettersena spowodowała spadek reprezentacji Norwegii o dziewięć pozycji. Najdłuższy skok trzeciej kolejki oddał Thomas Morgenstern – 100 metrów. Rezultat gorszy o 3 metry uzyskał Rok Benkovič, a 95 metrów skoczył Adam Małysz. W klasyfikacji po trzech skokach na prowadzeniu była drużyna Austrii przed Niemcami i Finami. Najlepszym skoczkiem ostatniej kolejki pierwszej serii konkursowej okazał się Jernej Damjan, który wylądował na 98 metrze. Metr bliżej skoczył Roar Ljøkelsøy, jednak z uwagi na dużą stratę spowodowaną dyskwalifikacją Pettersena, nie pozwoliło to na awans do serii finałowej. Na półmetku rywalizacji w pierwszej trójce plasowały się ekipy Austrii, Niemiec i Finlandii. Do drugiej serii nie weszły reprezentacje: Japonii, Korei Południowej, Kazachstanu, Norwegii, Białorusi, Chin i Włoch.
Seria finałowa konkursu drużynowego miała rozpocząć się o godzinie 16:45 czasu lokalnego. Z powodu śnieżycy została jednak przełożona i ostatecznie rozpoczęła się o godzinie 17:00 z platformy startowej nr 8 skokiem Ildara Fatkullina na 87,5 metra. W tej rundzie dalej skoczyło tylko dwóch zawodników – Matti Hautamäki (92,5 m) oraz Wolfgang Loitzl (93 m). W drugiej kolejce trzem zawodnikom udało się pokonać granicę 90 metrów. Pierwszym skoczkiem, który tego dokonał, był Jure Bogataj, uzyskując 91 metrów. Dalej od Słoweńca skoczył trzeci zawodnik od końca, reprezentujący Niemcy Martin Schmitt, który lądował 4,5 metra dalej od Bogataja. Rezultat Schmitta był najlepszą odległością drugiej kolejki serii finałowej. Ostatni ze skoczków, Andreas Widhölzl uzyskał 91,5 metra, co było drugą odległością tej rundy. Przed trzecią turą jury postanowiło podnieść rozbieg do 11. platformy startowej. Rundę otwarł Dienis Korniłow, który wylądował na 91 metrze. Tę odległość wyrównał Adam Małysz, a pokonał ją Rok Benkovič (94,5 m), który uzyskał najlepszy wynik w tej grupie zawodników. Skok za punktem K wykonał również Michael Uhrmann (92 m). Przed rozpoczęciem ostatniej kolejki nastąpiła przerwa techniczna związana z padającym śniegiem. Po przerwie konkurs wznowiono i w ostatniej grupie skoczków wszyscy uzyskali bądź pokonali punkt konstrukcyjny skoczni w Oberstdorfie. Jako pierwszy na belce startowej usiadł Andreas Küttel, który uzyskał 95 metrów. Kolejnym zawodnikiem był Jakub Janda, który lądował pół metra dalej od Küttela. Startujący po Jandzie Robert Mateja uzyskał równo 90 metrów, co pozwoliło na wyprzedzenie zarówno reprezentacji Czech jak i Szwajcarii. Po skoku kolejnego zawodnika, Dmitrija Wasiljewa na 96,5 metra polską drużynę na prowadzeniu zmieniła reprezentacja Rosji. Czwarty skoczek od końca, Janne Ahonen uzyskał 97 metrów, dzięki czemu Finlandia plasowała się na pierwszej pozycji. Dwa metry krócej skoczył Jernej Damjan, jednak dzięki przewadze punktowej z poprzednich rund, wystarczyło to, aby Słoweńcy objęli prowadzenie. Najlepszy rezultat całej serii finałowej i jednocześnie drugi w całym konkursie uzyskał przedostatni ze skoczków, którym był Georg Späth. Niemiec skoczył 99 metrów, dzięki czemu ekipa niemiecka wyprzedziła Słowenię o 34,5 punktu. Ostatni zawodnik konkursu, Martin Höllwarth lądował co prawda 1,5 metra bliżej od Spätha, ale wystarczyło to do zdobycia tytułu mistrzowskiego. Tym samym reprezentacja Austrii po raz trzeci zdobyła złoty medal w konkursach drużynowych przeprowadzanych w ramach mistrzostw świata w narciarstwie klasycznym.

### Konkurs indywidualny na skoczni dużej

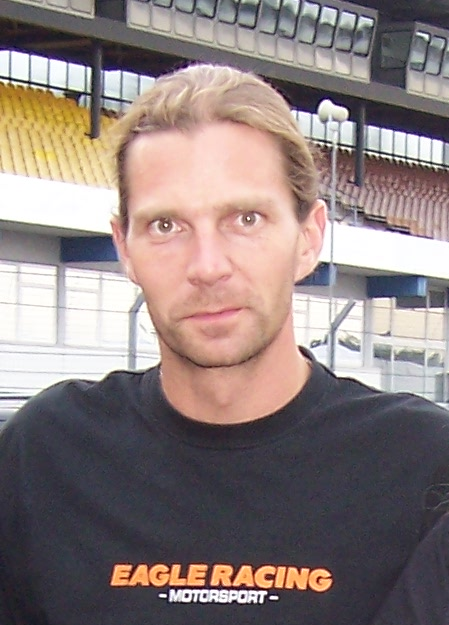
Janne Ahonen, indywidualny mistrz świata ze skoczni dużej, brązowy medalista ze skoczni normalnej oraz srebrny medalista w zawodach drużynowych na skoczni dużej.

Na 25 lutego zaplanowano drugi z konkursów indywidualnych, tym razem na skoczni dużej. Pierwotnie konkurs miał rozpocząć się o godzinie 17:00, jednak jury postanowiło przełożyć rozpoczęcie zawodów o pół godziny, aby zapewnić start wszystkich zawodników w porównywalnych warunkach atmosferycznych. W trakcie pierwszej serii konkursowej rozbieg został ustawiony na 17. pozycji startowej. Zawody otworzył reprezentant Francji, David Lazzaroni, który skoczył 114 metrów. Francuz był na prowadzeniu do skoku szóstego w kolejności Iwana Karaułowa, który wylądował pół metra za punktem konstrukcyjnym. Identyczną odległość uzyskał 13. zawodnik Emmanuel Chedal, jednak uzyskał wyższe o 1 punkt noty za styl i dzięki temu wyprzedził reprezentanta Kazachstanu. Startujący bezpośrednio po Chedalu Antonín Hájek został nowym liderem konkursu, uzyskując 125,5 metra. Z numerem 19. wystartował skoczek niemiecki, Martin Schmitt, który jako pierwszy przekroczył barierę 130 metrów, lądując dwa metry za nią. Niemiec objął prowadzenie, którego nie oddał do 28. skoku w konkursie w wykonaniu mistrza świata ze skoczni normalnej, Roka Benkoviča. Słoweniec skoczył 137,5 metra i o 10,9 punktu wyprzedził dotychczas prowadzącego Schmitta. Ex aequo z Niemcem na drugim miejscu znalazł się następny z zawodników, Bjørn Einar Romøren, który oddał skok na tę samą odległość i otrzymał taką samą sumę punktów za styl co Schmitt. Zmiana na czele klasyfikacji konkursu nastąpiła po skoku kolejnego z zawodników norweskich, Sigurda Pettersena, który wylądował na 134 metrze. Skaczący z numerem 35. Wolfgang Loitzl był lepszy o 1,5 metra od Pettersena i objął prowadzenie. Następny w kolejności Jernej Damjan po skoku na 133 metry plasował się na trzecim miejscu za Benkovičem i Pettersenem. Dwaj następni zawodnicy – Noriaki Kasai i Daiki Itō, obaj reprezentanci Japonii, uzyskali krótsze odległości, w efekcie czego zajęli dalsze miejsca i nie awansowali do serii finałowej. Startujący po Japończykach Lars Bystøl skoczył natomiast kilkanaście metrów dalej, uzyskując 137,5 metra i został nowym liderem zawodów wspólnie z Benkovičem. Norwega i Słoweńca nie wyprzedzili następni skoczkowie – Georg Späth (130 m), Risto Jussilainen (136,5 m), Michael Uhrmann (129,5 m), Matti Hautamäki (136,5 m), Andreas Widhölzl (127 m) oraz Thomas Morgenstern (132,5 m). Lepszy od prowadzącej dwójki okazał się jednak startujący z 46. numerem Jakub Janda. Czeski skoczek uzyskał 138 metrów, co pozwoliło wyprzedzić dotychczasowych liderów o 0,9 punktu. Po Jandzie swój skok oddał Adam Małysz, który lądował o pół metra dalej niż Czech, dzięki czemu objął prowadzenie. Zajmujący trzecią pozycję w Pucharze Świata, Roar Ljøkelsøy jako pierwszy zawodnik konkursu przekroczył o pół metra granicę 140 metrów. Dawało mu to przewagę 5,6 punktu nad drugim Małyszem. Cztery metry bliżej lądował wicelider Pucharu Świata, Martin Höllwarth i po swoim skoku plasował się na siódmej pozycji. Ostatni zawodnik pierwszej serii konkursowej, Janne Ahonen uzyskał najlepszą odległość tej serii, lądując na 141,5 metrze i wyprzedzając Ljøkelsøya o 0,3 punktu. Na półmetku zawodów prowadził zatem Ahonen, przed Ljøkelsøyem i Małyszem. Strata dziesiątego w klasyfikacji Risto Jussilainena do trzeciego Adama Małysza wynosiła 4,6 punktu, co zapowiadało zaciętą rywalizację o pozycje medalowe w serii drugiej.
Finałowa seria drugiego z konkursów indywidualnych rozpoczęła się o godzinie 18:25 czasu miejscowego. Pierwszym z zawodników był zajmujący 30. lokatę po pierwszej serii Jure Bogataj. Słoweniec uzyskał 121,5 metra, co nie pozwoliło mu na długie prowadzenie w konkursie, ponieważ startujący bezpośrednio po nim Andreas Küttel lądował 10 metrów dalej. Zmiana lidera nastąpiła po skokach siedmiu zawodników, a skoczkiem, który objął wówczas prowadzenie był Andreas Widhölzl po skoku na 129 metrów. Kolejni zawodnicy nie byli w stanie przeskoczyć prowadzącej dwójki zawodników, gdyż większość z nich lądowała niewiele powyżej 120 metrów. Zmiana nastąpiła po skokach dwóch reprezentantów Niemiec – Michaela Uhrmanna i Martina Schmitta. Najpierw Uhrmann uzyskał 130,5 metra, a później Schmitt – 125 m, dzięki czemu pierwsze dwa miejsca należały do Niemców. Po pierwszej serii czternaste miejsce ex aequo ze Schmittem zajmował Bjørn Einar Romøren. Po skoku na 130,5 metra Norweg wyprzedził prowadzących skoczków niemieckich. Romørena wyprzedzali następni zawodnicy, kolejno: Sigurd Pettersen po skoku na 136,5 metra, Risto Jussilainen po skoku o pół metra dłuższym oraz Wolfgang Loitzl i Matti Hautamäki (obaj po 136 metrów). Następnie liderem został Rok Benkovič, który jako pierwszy zawodnik drugiej serii osiągnął 140 metrów. Trzy metry dalej skoczył zajmujący wspólnie z Benkovičem piąte miejsce po pierwszej rundzie – Lars Bystøl. Norweg objął prowadzenie mimo niskich not sędziowskich w porównaniu do Słoweńca. Czwarty skoczek pierwszej serii, Jakub Janda uzyskał 141 metrów i za sprawą not za styl po 19,0 i 19,5 punktu, objął prowadzenie w konkursie, wyprzedzając Bystøla o 3,8 punktu. Następnie na belce startowej zasiadł reprezentant Polski, Adam Małysz. Zawodnik z Wisły lądował znacznie bliżej od poprzedzających go zawodników (129 metrów), w wyniku czego plasował się na dziewiątym miejscu po swoim skoku. Drugi zawodnik po pierwszej serii, Roar Ljøkelsøy uzyskał 138,5 metra i o 3 punkty wyprzedził dotychczasowego lidera zawodów, Jandę. Jednocześnie Ljøkelsøy jako jedyny skoczek w całym konkursie otrzymał 10 not sędziowskich po 19,5 punktu. Na starcie pozostał ostatni ze skoczków, Janne Ahonen. Fin oddał drugi co do długości skok serii finałowej, ustępując pół metra Bystølowi. Wystarczyło to, aby Ahonen został indywidualnym mistrzem świata na dużej skoczni, czyniąc to po raz drugi w swojej karierze.

### Konkurs drużynowy na skoczni dużej

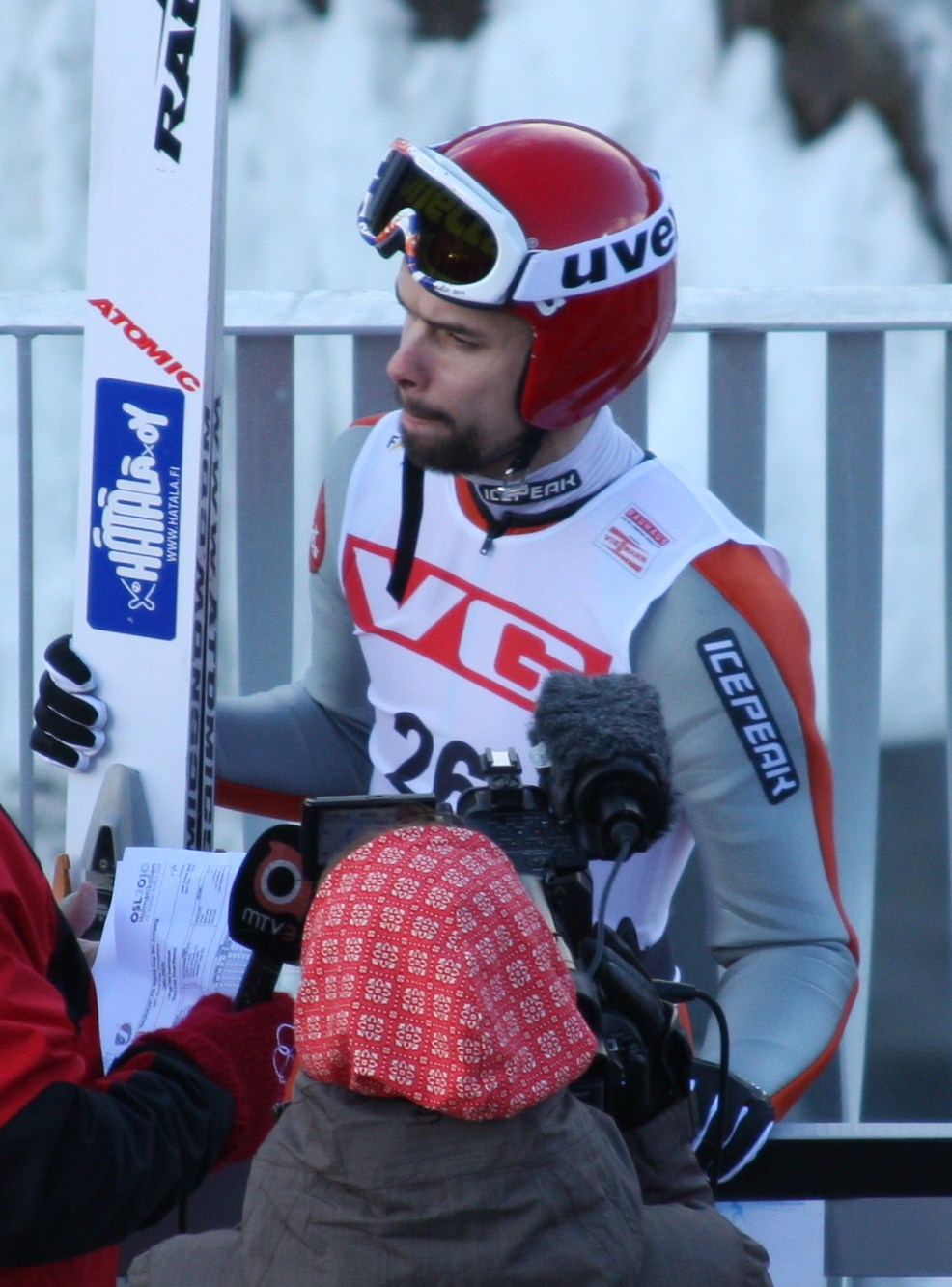
Matti Hautamäki, wicemistrz świata w konkursie drużynowym na skoczni dużej.

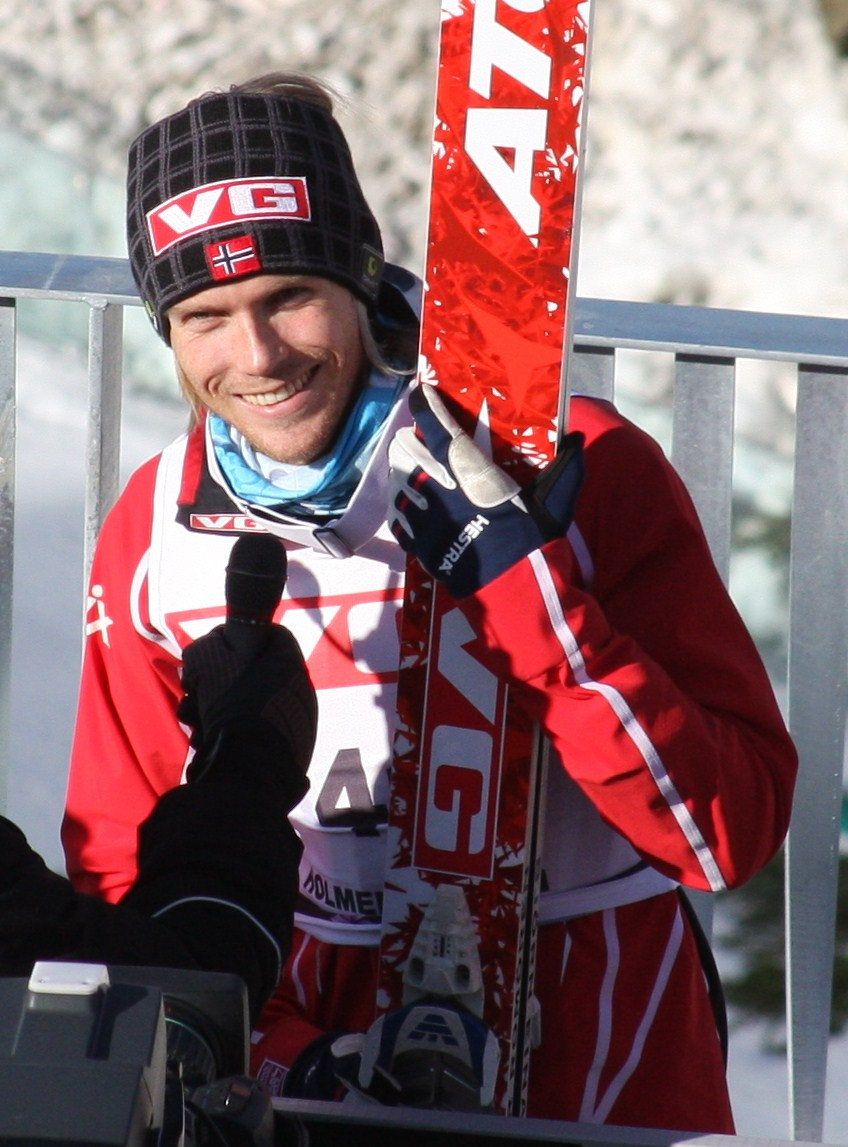
Bjørn Einar Romøren, brązowy medalista mistrzostw świata w konkursie drużynowym na skoczni dużej.

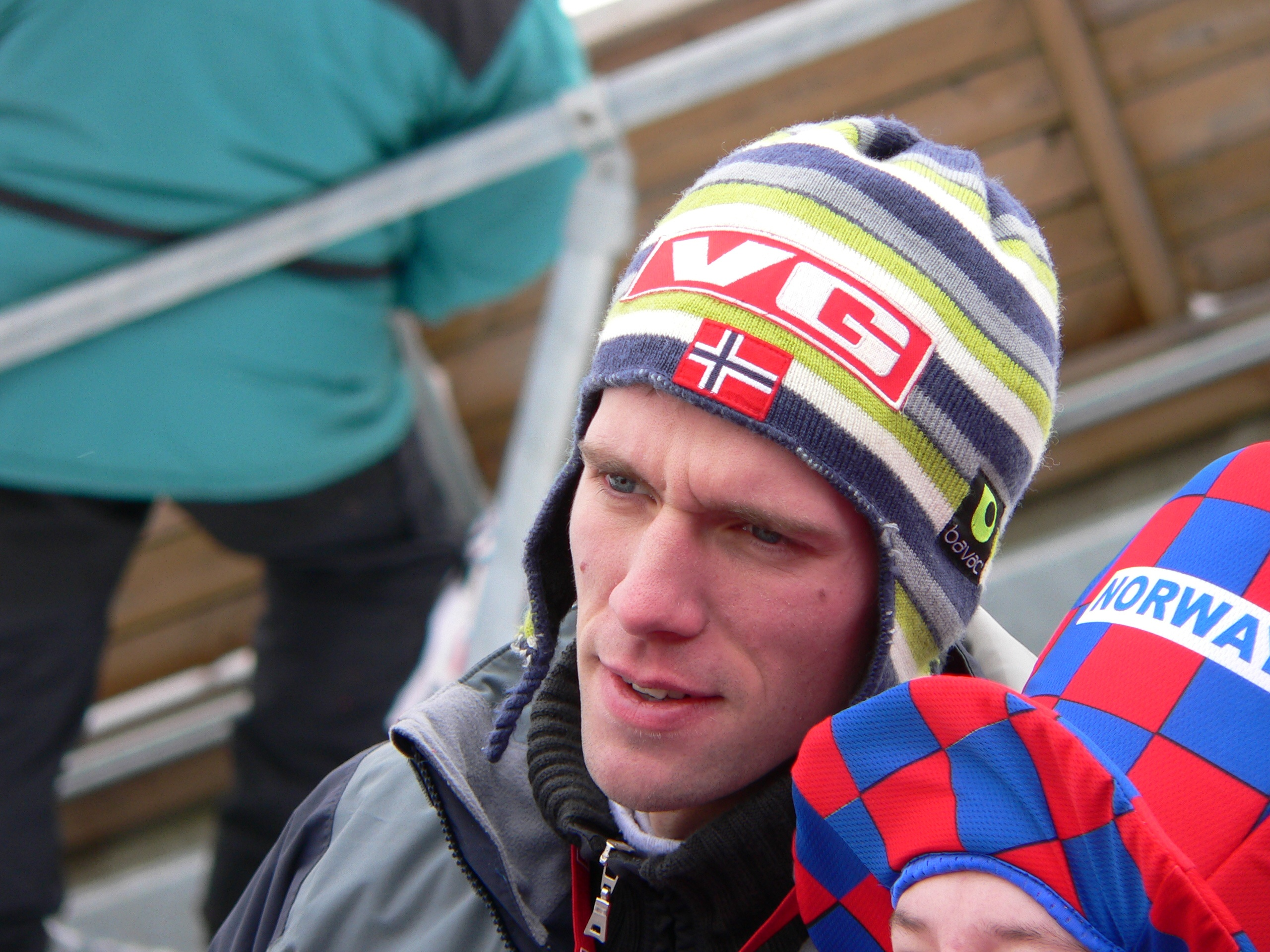
Sigurd Pettersen, brązowy medalista mistrzostw świata w konkursie drużynowym na skoczni dużej.

Ostatnim konkursem rozegranym w ramach Mistrzostw Świata w Narciarstwie Klasycznym 2005 w Oberstdorfie były zawody drużynowe na obiekcie HS 137. Zgodnie z wcześniej ustalonym programem zawodów, powinny one rozpocząć się o godzinie 16:00, jednak z powodu silnego wiatru przełożono konkurs na godzinę 17:00. Tę decyzję jury podjęło już w trakcie serii próbnej przed zawodami, która została przerwana po skokach 36 z 60 zawodników. Podczas serii próbnej doszło do upadku Antonína Hájka, który został przewieziony do szpitala. W związku z tym w składzie drużyny czeskiej nastąpiła zmiana i zamiast Hájka w zespole znalazł się Lukáš Hlava. Zawody z 16. platformy startowej rozpoczął Chińczyk Li Chengbo, który uzyskał 75 metrów. Jako drugi zaprezentował się Iwan Sobolew, który skoczył 15 metrów dalej, co pozwoliło drużynie Białorusi na objęcie prowadzenia. Pierwszy skok na 120 metrów oddał szósty w kolejności zawodnik, reprezentant Rosji – Ildar Fatkullin. Dalej o 4,5 metra lądował Szwajcar Andreas Küttel. Najdłuższy skok pierwszej kolejki oddał natomiast skoczek norweski, Bjørn Einar Romøren, który uzyskał 136,5 metra. W tej grupie skoczków jeszcze dwóch zawodników przekroczyło granicę 130 metrów – Risto Jussilainen (130,5 m) oraz Wolfgang Loitzl (131 m). Sprawiło to, że po pierwszej kolejce na prowadzeniu znalazła się drużyna Norwegii przed Austrią i Finlandią. W drugiej rundzie pięciu zawodników osiągnęło wynik ponad 120 metrów. Jako pierwszy dokonał tego reprezentant Szwajcarii, Michael Möllinger (122 m). Następnie skoki za punktem K oddali: Takanobu Okabe (120,5 m) oraz Sigurd Pettersen (123,5 m). Dwóch ostatnich zawodników, tj. Tami Kiuru i Andreas Widhölzl skoczyło natomiast 131 metrów, co pozwoliło ich drużynom zdobyć przewagę punktową nad pozostałymi zespołami. Na półmetku pierwszej serii konkursowej liderami byli Austriacy, na drugim miejscu plasowali się Finowie, a na trzecim – Norwegowie. Drugi zawodnik trzeciej rundy, reprezentujący Białoruś Piotr Czaadajew osiągnął 127,5 metra, jednak został zdyskwalifikowany za zbyt długie narty w stosunku do wagi skoczka, w efekcie czego drużyna białoruska spadła na ostatnią pozycję. Kolejne skoki powyżej 120 metrów zaliczyli ósmy i dziewiąty w kolejności, Jernej Damjan (128 m) i Jan Matura (122,5 m). Startujący z 12. numerem Lars Bystøl jako pierwszy zawodnik swojej grupy przekroczył 130 metrów, lądując sześć metrów za tą odległością. Kolejny ze skoczków, Michael Uhrmann zaliczył 127 metrów. Najdłuższą odległość osiągnął Matti Hautamäki, uzyskując 139,5 metra. Tego rezultatu nie poprawił ostatni z zawodników w tej grupie, Thomas Morgenstern, który lądował 4,5 metra bliżej. W klasyfikacji po trzech skokach Finlandia wyprzedziła Austrię, a Norwegia nadal pozostawała na trzecim miejscu. W rundzie kończącej pierwszą serię konkursową siedmiu zawodnikom udało się przekroczyć granicę 130 metrów. Pierwszym zawodnikiem, który tego dokonał był Dmitrij Wasiljew (131 m). 8,5 metra dalej lądował Rok Benkovič, który wyrównując rezultat osiągnięty przez Mattiego Hautamäki, stał się najlepszym zawodnikiem pierwszej rundy. Dwaj kolejni zawodnicy, tj. Jakub Janda i Adam Małysz lądowali niewiele bliżej od Benkoviča. Czech uzyskał 138,5 metra, a Polak – 136,5. Spośród czterech zawodników kończących pierwszą serię zawodów drużynowych, najlepiej spisał się Martin Höllwarth, który uzyskał 138,5 metra. Cztery metry bliżej lądował Georg Späth, a 4,5 metra bliżej – Roar Ljøkelsøy. Bariery 130 metrów nie pokonał natomiast indywidualny mistrz świata, Janne Ahonen, który uzyskał 129,5 metra. Odległość Fina przy jednoczesnym lepszym skoku Austriaka spowodowała, że na półmetku rywalizacji pierwsze miejsce zajmowała drużyna austriacka, która wyprzedzała ekipę fińską i norweską. Do startu w serii finałowej nie została dopuszczona drużyna polska, która o 0,1 punktu przegrała 8. miejsce na rzecz Szwajcarii, a także zespoły: Japonii, Kazachstanu, Włoch, Korei Południowej, Chin i Białorusi.
Przed rozpoczęciem serii finałowej sędziowie podwyższyli najazd. Jako pierwszy skok oddał Ildar Fatkullin i lądował pół metra za 130 metrem. Rezultat lepszy o metr osiągnął kolejny z zawodników – Andreas Küttel. Skoki powyżej 130 metrów uzyskali również: Risto Jussilainen, którego 134,5 metra było najlepszym wynikiem kolejki oraz Bjørn Einar Romøren (133,5 m) i Wolfgang Loitzl (132 m). Po pierwszej grupie zawodników w serii finałowej pierwsze miejsce zajmowała reprezentacja Austrii, która wyprzedzała Finlandię i Norwegię. W drugiej turze pięciu zawodników osiągnęło rezultat większy bądź równy 120 m. Pierwszym, który tego dokonał był Michael Möllinger, który skoczył 124 metry. Następnie Sigurd Pettersen uzyskał 128,5 metra, a Tami Kiuru – 126 metrów. Różnica punktowa pomiędzy tymi dwoma zawodnikami spowodowała, że drużyna norweska o 0,3 punktu wyprzedziła ekipę fińską. Najlepszy wynik tej grupy zawodników, a jednocześnie jedyny skok powyżej 130 metrów zaprezentował Andreas Widhölzl, uzyskując 135,5 metra. Przed trzecią kolejką jury postanowiło podnieść rozbieg do 18. platformy startowej. Spośród ośmiu zawodników, sześciu udało się przekroczyć 120 metrów, a trzem udało się ponadto pokonać granicę 130 metrów. Pierwszy skok powyżej 130 metrów zaprezentował Lars Bystøl, który wylądował 1,5 metra za tą granicą. Najdłuższy skok kolejki oddał natomiast Matti Hautamäki, który podobnie jak w pierwszej serii skoczył 139,5 metra. Dwa metry bliżej od Fina lądował Thomas Morgenstern. W efekcie na czele klasyfikacji po siedmiu skokach plasowała się Austria przed Finlandią i Norwegią. Ostatnią kolejkę, w której zawodnicy startowali w odwrotnej kolejności do zajmowanych miejsc, rozpoczął Jakub Janda skokiem na 128,5 metra. O 2,5 metra bliżej skoczył Dmitrij Wasiljew, jednak wystarczyło do drużynie rosyjskiej do objęcia prowadzenia. Ekipy rosyjskiej nie wyprzedziła drużyna Szwajcarii, w której Simon Ammann lądował na 120 metrze, co spowodowało, że jego drużyna przegrała z Rosjanami o 0,7 punktu. Kolejnym z zawodników był Georg Späth, który skokiem na 128 metrów zapewnił swojej drużynie miejsce w pierwszej piątce. Ostatnich czterech skoczków oddało skoki za punkt HS skoczni w Oberstdorfie. Jako pierwszy taki rezultat osiągnął Rok Benkovič, który skoczył 138,5 metra. Trzy metry dalej lądował Roar Ljøkelsøy, dzięki czemu drużyna norweska włączyła się do rywalizacji o srebrny medal. Rywalizację tę przegrała za sprawą skoku Janne Ahonena na 142,5 metra, co było najlepszym wynikiem zawodów. W efekcie drużyna Finlandii wyprzedziła Norwegię o 9,4 punktu. Ostatnim zawodnikiem, który zasiadł na belce startowej był Martin Höllwarth. Austriak uzyskał co prawda rezultat gorszy od Ahonena o 4,5 metra, jednak przewaga punktowa reprezentacji Austrii nad Finlandią wystarczyła do tego, aby zdobyć złoty medal mistrzostw świata. Drużyna Austrii jako pierwsza w historii zdobyła dwa drużynowe tytuły mistrza świata w trakcie jednych mistrzostw świata w narciarstwie klasycznym.

## Medaliści

### Konkurs indywidualny na skoczni HS 100 (19.02.2005)
| Medal | Imię i nazwisko | Skok 1            | Skok 2           | Noty za styl •                                                    | Nota łączna | Strata  |
| ----- | --------------- | ----------------- | ---------------- | ----------------------------------------------------------------- | ----------- | ------- |
|       | Rok Benkovič    | 101,0 m 139,5 pkt | 91,0 m 116,5 pkt | 18,5 • 19,5 • 19,0 • 19,0 • 19,5 18,5 • 18,5 • 18,0 • 18,0 • 17,5 | 256,0 pkt   | -       |
|       | Jakub Janda     | 96,0 m 129,5 pkt  | 91,5 m 120,0 pkt | 19,0 • 18,5 • 19,0 • 19,5 • 19,5 19,0 • 18,5 • 19,5 • 19,0 • 19,0 | 249,5 pkt   | 6,5 pkt |
|       | Janne Ahonen    | 97,0 m 130,5 pkt  | 92,0 m 118,5 pkt | 18,5 • 18,5 • 19,0 • 19,0 • 19,0 18,0 • 17,5 • 18,5 • 18,5 • 18,0 | 249,0 pkt   | 7,0 pkt |

### Konkurs drużynowy na skoczni HS 100 (20.02.2005)
| Medal              | Kraj     | Imię i nazwisko   | Skok 1           | Skok 2                                                            | Noty za styl •                                                    | Nota łączna zawodnika | Nota łączna drużyny | Strata   |
| ------------------ | -------- | ----------------- | ---------------- | ----------------------------------------------------------------- | ----------------------------------------------------------------- | --------------------- | ------------------- | -------- |
|                    | Austria  | Wolfgang Loitzl   | 97,5 m 133,0 pkt | 93,0 m 123,0 pkt                                                  | 19,0 • 19,5 • 19,0 • 19,5 • 19,5 19,0 • 19,0 • 19,0 • 19,0 • 19,0 | 256,0 pkt             | 970,5 pkt           | -        |
| Andreas Widhölzl   | Austria  | 88,5 m 112,0 pkt  | 91,5 m 116,0 pkt | 18,5 • 18,5 • 18,5 • 18,0 • 18,0 18,0 • 17,5 • 17,5 • 18,0 • 17,0 | 228,0 pkt                                                         |                       | 970,5 pkt           | -        |
| Thomas Morgenstern | Austria  | 100,0 m 132,5 pkt | 82,5 m 97,5 pkt  | 17,0 • 17,5 • 17,5 • 18,0 • 17,5 17,5 • 17,5 • 17,5 • 17,0 • 18,0 | 230,0 pkt                                                         |                       | 970,5 pkt           | -        |
| Martin Höllwarth   | Austria  | 94,0 m 124,5 pkt  | 97,5 m 132,0 pkt | 19,0 • 18,0 • 19,0 • 19,0 • 18,5 19,0 • 18,5 • 19,0 • 19,0 • 19,5 | 256,5 pkt                                                         |                       | 970,5 pkt           | -        |
|                    | Niemcy   | Michael Neumayer  | 90,0 m 114,0 pkt | 86,5 m 105,5 pkt                                                  | 18,0 • 17,5 • 18,0 • 18,0 • 18,0 17,5 • 17,5 • 17,5 • 17,5 • 17,0 | 219,5 pkt             | 964,0 pkt           | 6,5 pkt  |
| Martin Schmitt     | Niemcy   | 91,5 m 118,5 pkt  | 95,5 m 128,0 pkt | 19,0 • 18,5 • 18,5 • 18,5 • 18,5 19,0 • 19,0 • 19,0 • 19,0 • 19,5 | 246,5 pkt                                                         |                       | 964,0 pkt           | 6,5 pkt  |
| Michael Uhrmann    | Niemcy   | 92,5 m 121,5 pkt  | 92,0 m 120,0 pkt | 19,0 • 18,0 • 19,0 • 18,5 • 19,0 18,5 • 18,0 • 18,5 • 19,0 • 19,0 | 241,5 pkt                                                         |                       | 964,0 pkt           | 6,5 pkt  |
| Georg Späth        | Niemcy   | 94,0 m 122,0 pkt  | 99,0 m 134,5 pkt | 18,5 • 17,5 • 18,0 • 18,0 • 18,0 18,5 • 18,0 • 19,0 • 19,0 • 19,5 | 256,0 pkt                                                         |                       | 964,0 pkt           | 6,5 pkt  |
|                    | Słowenia | Primož Peterka    | 91,0 m 116,5 pkt | 84,0 m 100,5 pkt                                                  | 18,5 • 18,0 • 18,5 • 18,0 • 18,0 17,0 • 17,5 • 17,5 • 17,5 • 17,5 | 217,0 pkt             | 929,5 pkt           | 41,0 pkt |
| Jure Bogataj       | Słowenia | 81,5 m 94,5 pkt   | 91,0 m 113,0 pkt | 18,0 • 17,5 • 17,0 • 16,5 • 17,0 16,5 • 17,0 • 17,0 • 17,5 • 17,0 | 207,5 pkt                                                         |                       | 929,5 pkt           | 41,0 pkt |
| Rok Benkovič       | Słowenia | 97,0 m 127,0 pkt  | 94,5 m 121,0 pkt | 17,5 • 17,5 • 18,0 • 17,5 • 18,5 17,5 • 17,5 • 17,0 • 17,0 • 18,0 | 248,0 pkt                                                         |                       | 929,5 pkt           | 41,0 pkt |
| Jernej Damjan      | Słowenia | 98,0 m 131,5 pkt  | 95,0 m 125,5 pkt | 18,5 • 18,5 • 18,5 • 18,5 • 18,5 18,5 • 18,5 • 18,5 • 19,0 • 18,5 | 257,0 pkt                                                         |                       | 929,5 pkt           | 41,0 pkt |

### Konkurs indywidualny na skoczni HS 137 (25.02.2005)
| Medal | Imię i nazwisko | Skok 1            | Skok 2            | Noty za styl •                                                    | Nota łączna | Strata  |
| ----- | --------------- | ----------------- | ----------------- | ----------------------------------------------------------------- | ----------- | ------- |
|       | Janne Ahonen    | 141,5 m 155,7 pkt | 142,5 m 157,5 pkt | 18,5 • 19,5 • 19,0 • 18,0 • 19,5 19,0 • 19,0 • 19,0 • 17,5 • 19,0 | 313,2 pkt   | -       |
|       | Roar Ljøkelsøy  | 140,5 m 155,4 pkt | 138,5 m 151,8 pkt | 19,5 • 19,5 • 19,5 • 19,5 • 19,5                                  | 307,2 pkt   | 6,0 pkt |
|       | Jakub Janda     | 138,0 m 148,9 pkt | 141,0 m 155,3 pkt | 19,0 • 19,0 • 19,0 • 18,0 • 18,5 19,5 • 19,5 • 19,0 • 18,5 • 19,5 | 304,2 pkt   | 9,0 pkt |

### Konkurs drużynowy na skoczni HS 137 (26.02.2005)
| Medal              | Kraj      | Imię i nazwisko     | Skok 1            | Skok 2                                                            | Noty za styl •                                                    | Nota łączna zawodnika | Nota łączna drużyny | Strata   |
| ------------------ | --------- | ------------------- | ----------------- | ----------------------------------------------------------------- | ----------------------------------------------------------------- | --------------------- | ------------------- | -------- |
|                    | Austria   | Wolfgang Loitzl     | 131,0 m 135,3 pkt | 132,0 m 138,1 pkt                                                 | 18,5 • 18,5 • 18,5 • 18,5 • 18,5 19,0 • 18,5 • 19,0 • 18,5 • 19,0 | 273,4 pkt             | 1137,3 pkt          | -        |
| Andreas Widhölzl   | Austria   | 131,0 m 135,3 pkt   | 135,5 m 144,9 pkt | 18,5 • 19,0 • 18,5 • 18,5 • 18,5 19,0 • 19,0 • 19,0 • 19,0 • 18,5 | 280,2 pkt                                                         |                       | 1137,3 pkt          | -        |
| Thomas Morgenstern | Austria   | 135,0 m 144,0 pkt   | 137,5 m 142,5 pkt | 19,5 • 19,0 • 19,0 • 19,0 • 18,5 17,0 • 17,0 • 17,0 • 16,5 • 18,5 | 286,5 pkt                                                         |                       | 1137,3 pkt          | -        |
| Martin Höllwarth   | Austria   | 138,5 m 147,8 pkt   | 138,0 m 149,4 pkt | 17,5 • 17,0 • 19,0 • 18,5 • 18,5 19,0 • 19,5 • 19,0 • 19,0 • 19,0 | 297,2 pkt                                                         |                       | 1137,3 pkt          | -        |
|                    | Finlandia | Risto Jussilainen   | 130,5 m 133,9 pkt | 134,5 m 140,6 pkt                                                 | 18,5 • 18,0 • 18,0 • 18,5 • 18,5 18,0 • 18,0 • 18,5 • 18,5 • 18,0 | 274,5 pkt             | 1122,9 pkt          | 14,4 pkt |
| Tami Kiuru         | Finlandia | 131,0 m 134,8 pkt   | 126,0 m 124,8 pkt | 18,0 • 18,5 • 18,5 • 18,5 • 18,0 18,0 • 18,5 • 18,0 • 18,0 • 18,0 | 259,6 pkt                                                         |                       | 1122,9 pkt          | 14,4 pkt |
| Matti Hautamäki    | Finlandia | 139,5 m 153,1 pkt   | 139,5 m 153,6 pkt | 19,0 • 19,5 • 19,5 • 19,0 • 19,5 19,0 • 19,5 • 19,5 • 19,5 • 19,5 | 306,7 pkt                                                         |                       | 1122,9 pkt          | 14,4 pkt |
| Janne Ahonen       | Finlandia | 129,5 m 133,1 pkt   | 142,5 m 149,0 pkt | 18,5 • 19,0 • 18,5 • 19,0 • 18,5 16,5 • 15,5 • 16,5 • 16,5 • 14,5 | 282,1 pkt                                                         |                       | 1122,9 pkt          | 14,4 pkt |
|                    | Norwegia  | Bjørn Einar Romøren | 136,5 m 146,2 pkt | 133,5 m 139,8 pkt                                                 | 19,0 • 19,0 • 18,5 • 18,5 • 19,0 18,5 • 18,5 • 18,0 • 18,5 • 18,5 | 286,0 pkt             | 1113,5 pkt          | 23,8 pkt |
| Sigurd Pettersen   | Norwegia  | 123,5 m 117,3 pkt   | 128,5 m 129,3 pkt | 17,0 • 16,0 • 17,0 • 17,0 • 17,0 18,0 • 18,0 • 18,0 • 17,5 • 18,0 | 246,6 pkt                                                         |                       | 1113,5 pkt          | 23,8 pkt |
| Lars Bystøl        | Norwegia  | 136,0 m 145,8 pkt   | 131,5 m 135,7 pkt | 19,0 • 19,0 • 19,0 • 18,5 • 19,0 18,5 • 18,0 • 18,5 • 18,0 • 18,5 | 281,5 pkt                                                         |                       | 1113,5 pkt          | 23,8 pkt |
| Roar Ljøkelsøy     | Norwegia  | 134,0 m 142,2 pkt   | 141,5 m 157,2 pkt | 19,0 • 19,0 • 19,0 • 19,0 • 19,0 19,5 • 19,5 • 19,5 • 19,5 • 19,5 | 299,4 pkt                                                         |                       | 1113,5 pkt          | 23,8 pkt |

### Klasyfikacja medalowa
| Klasyfikacja medalowa |           |       |        |      |       |
| Lp.                   | Państwo   | złoto | srebro | brąz | razem |
| 1                     | Austria   | 2     | -      | –    | 2     |
| 2                     | Finlandia | 1     | 1      | 1    | 3     |
| 3                     | Słowenia  | 1     | -      | 1    | 2     |
| 4                     | Czechy    | –     | 1      | 1    | 2     |
| 5                     | Norwegia  | –     | 1      | 1    | 2     |
| 5                     | Niemcy    | –     | 1      | -    | 1     |

## Wyniki

### Kwalifikacje do konkursu indywidualnego na skoczni HS 100 (18.02.2005)
| Miejsce | Skoczek              | Kraj              | Skok | Wynik punktowy | Kwalifikacja |
| ------- | -------------------- | ----------------- | ---- | -------------- | ------------ |
| 1       | Wolfgang Loitzl      | Austria           | 99,0 | 136,0          | Q            |
| 2       | Bjørn Einar Romøren  | Norwegia          | 96,5 | 128,5          | Q            |
| 2       | Dmitrij Wasiljew     | Rosja             | 96,5 | 128,5          | Q            |
| 4       | Janne Ahonen         | Finlandia         | 95,5 | 128,0          | pq           |
| 4       | Rok Benkovič         | Słowenia          | 96,5 | 128,0          | Q            |
| 6       | Adam Małysz          | Polska            | 95,5 | 127,0          | pq           |
| 7       | Andreas Küttel       | Szwajcaria        | 95,5 | 126,5          | Q            |
| 7       | Martin Schmitt       | Niemcy            | 95,0 | 126,5          | Q            |
| 9       | Sigurd Pettersen     | Norwegia          | 96,5 | 126,0          | Q            |
| 10      | Martin Höllwarth     | Austria           | 95,5 | 125,5          | pq           |
| 10      | Akira Higashi        | Japonia           | 95,0 | 125,5          | Q            |
| 12      | Lars Bystøl          | Norwegia          | 94,0 | 124,0          | pq           |
| 13      | Thomas Morgenstern   | Austria           | 93,5 | 123,0          | pq           |
| 13      | Primož Peterka       | Słowenia          | 94,5 | 123,0          | Q            |
| 15      | Michael Neumayer     | Niemcy            | 94,0 | 122,0          | Q            |
| 15      | Matti Hautamäki      | Finlandia         | 93,0 | 122,0          | pq           |
| 15      | Georg Späth          | Niemcy            | 93,0 | 122,0          | pq           |
| 18      | Choi Yong-jik        | Korea Południowa  | 93,5 | 121,5          | Q            |
| 18      | Jakub Janda          | Czechy            | 92,0 | 121,5          | pq           |
| 20      | Noriaki Kasai        | Japonia           | 93,5 | 121,0          | pq           |
| 21      | Kim Hyun-ki          | Korea Południowa  | 92,5 | 120,5          | Q            |
| 22      | Michael Möllinger    | Szwajcaria        | 92,5 | 119,5          | Q            |
| 23      | Jussi Hautamäki      | Finlandia         | 92,5 | 119,0          | Q            |
| 24      | Jan Matura           | Czechy            | 91,5 | 118,5          | Q            |
| 25      | Iwan Karaułow        | Kazachstan        | 92,5 | 118,0          | Q            |
| 26      | Roar Ljøkelsøy       | Norwegia          | 91,0 | 117,0          | pq           |
| 26      | Michael Uhrmann      | Niemcy            | 91,5 | 117,0          | pq           |
| 28      | Jernej Damjan        | Słowenia          | 91,5 | 116,5          | pq           |
| 29      | Risto Jussilainen    | Finlandia         | 91,0 | 116,0          | pq           |
| 29      | Jure Bogataj         | Słowenia          | 91,5 | 116,0          | Q            |
| 31      | Simon Ammann         | Szwajcaria        | 91,5 | 115,5          | Q            |
| 31      | Marcin Bachleda      | Polska            | 90,5 | 115,5          | Q            |
| 33      | Ildar Fatkullin      | Rosja             | 90,5 | 115,0          | Q            |
| 33      | Clint Jones          | Stany Zjednoczone | 90,5 | 115,0          | Q            |
| 35      | Andreas Widhölzl     | Austria           | 90,0 | 114,0          | pq           |
| 36      | Takanobu Okabe       | Japonia           | 89,5 | 113,5          | Q            |
| 36      | Maksim Anisimau      | Białoruś          | 90,0 | 113,5          | Q            |
| 38      | Daiki Itō            | Japonia           | 89,5 | 113,0          | pq           |
| 38      | Robert Mateja        | Polska            | 89,5 | 113,0          | Q            |
| 38      | David Lazzaroni      | Francja           | 90,0 | 113,0          | Q            |
| 41      | Choi Heung-chul      | Korea Południowa  | 89,5 | 111,0          | Q            |
| 42      | Dmitrij Ipatow       | Rosja             | 89,0 | 110,0          | Q            |
| 42      | Emmanuel Chedal      | Francja           | 88,0 | 110,0          | Q            |
| 44      | Dienis Korniłow      | Rosja             | 88,5 | 109,5          | Q            |
| 44      | Stefano Chiapolino   | Włochy            | 88,5 | 109,5          | Q            |
| 46      | Mateusz Rutkowski    | Polska            | 87,5 | 109,0          | Q            |
| 46      | Sebastian Colloredo  | Włochy            | 88,0 | 109,0          | Q            |
| 46      | Jens Salumäe         | Estonia           | 88,0 | 109,0          | Q            |
| 49      | Jan Mazoch           | Czechy            | 87,5 | 108,5          | Q            |
| 50      | Martin Mesík         | Słowacja          | 87,5 | 108,0          | Q            |
| 51      | Nicolas Dessum       | Francja           | 87,5 | 107,5          | nq           |
| 52      | Johan Erikson        | Szwecja           | 87,5 | 106,0          | nq           |
| 53      | Kamil Stoch          | Polska            | 86,5 | 105,0          | nq           |
| 53      | Lukáš Hlava          | Czechy            | 87,0 | 105,0          | nq           |
| 55      | Piotr Czaadajew      | Białoruś          | 85,5 | 102,0          | nq           |
| 56      | Alessio Bolognani    | Włochy            | 86,5 | 101,5          | nq           |
| 57      | Tian Zhandong        | Chiny             | 85,5 | 101,0          | nq           |
| 58      | Asan Tachtachunow    | Kazachstan        | 84,0 | 99,0           | nq           |
| 59      | Gregory Baxter       | Kanada            | 83,0 | 98,5           | nq           |
| 60      | Wołodymyr Boszczuk   | Ukraina           | 83,0 | 95,5           | nq           |
| 61      | Stefan Read          | Kanada            | 81,5 | 93,5           | nq           |
| 61      | Nikołaj Karpienko    | Kazachstan        | 82,0 | 93,5           | nq           |
| 63      | Kang Chil-ku         | Korea Południowa  | 81,5 | 93,0           | nq           |
| 64      | Li Yang              | Chiny             | 81,0 | 92,0           | nq           |
| 65      | Andrei Balazs        | Rumunia           | 76,5 | 81,5           | nq           |
| 66      | Wang Jianxun         | Chiny             | 76,5 | 81,0           | nq           |
| 67      | Dzmitryj Afanasienka | Białoruś          | 74,0 | 76,0           | nq           |
| 68      | Brian Welch          | Stany Zjednoczone | 78,5 | 65,5           | nq           |
| 69      | Li Chengbo           | Chiny             | 66,5 | 59,5           | nq           |
| -       | Radik Żaparow        | Kazachstan        | DSQ  | -              | nq           |
| -       | Marco Beltrame       | Włochy            | DSQ  | -              | nq           |
| -       | Ołeksandr Łazarowicz | Ukraina           | DSQ  | -              | nq           |

Legenda:
pq – zawodnik ma zapewnioną kwalifikację dzięki pozycji w pierwszej "15" klasyfikacji Pucharu Świata
Q – zawodnik zakwalifikował się do konkursu głównego
nq – zawodnik odpadł w kwalifikacjach
DNS – zawodnik nie wystartował
DSQ – dyskwalifikacja

### Konkurs indywidualny na skoczni HS 100 (19.02.2005)
| Miejsce | Zawodnik            | Państwo           | Skok 1 | Skok 2 | Punkty |
| ------- | ------------------- | ----------------- | ------ | ------ | ------ |
| 1       | Rok Benkovič        | Słowenia          | 101,0  | 91,0   | 256,0  |
| 2       | Jakub Janda         | Czechy            | 96,0   | 91,5   | 249,5  |
| 3       | Janne Ahonen        | Finlandia         | 97,0   | 92,0   | 249,0  |
| 4       | Bjørn Einar Romøren | Norwegia          | 98,5   | 89,5   | 248,0  |
| 5       | Georg Späth         | Niemcy            | 97,0   | 92,0   | 247,5  |
| 6       | Adam Małysz         | Polska            | 94,5   | 93,0   | 246,0  |
| 6       | Jernej Damjan       | Słowenia          | 99,5   | 89,5   | 246,0  |
| 6       | Wolfgang Loitzl     | Austria           | 93,0   | 94,5   | 246,0  |
| 9       | Roar Ljøkelsøy      | Norwegia          | 96,5   | 90,5   | 245,0  |
| 9       | Lars Bystøl         | Norwegia          | 94,5   | 91,5   | 245,0  |
| 11      | Risto Jussilainen   | Finlandia         | 97,5   | 90,0   | 244,5  |
| 12      | Martin Höllwarth    | Austria           | 95,5   | 92,0   | 244,0  |
| 12      | Martin Schmitt      | Niemcy            | 93,5   | 93,0   | 244,0  |
| 14      | Sigurd Pettersen    | Norwegia          | 91,0   | 95,0   | 241,5  |
| 15      | Jussi Hautamäki     | Finlandia         | 91,0   | 95,5   | 241,0  |
| 16      | Michael Uhrmann     | Niemcy            | 96,5   | 89,5   | 240,5  |
| 17      | Matti Hautamäki     | Finlandia         | 95,5   | 89,5   | 240,0  |
| 18      | Thomas Morgenstern  | Austria           | 95,0   | 89,5   | 239,0  |
| 18      | Akira Higashi       | Japonia           | 89,5   | 94,5   | 239,0  |
| 20      | Andreas Küttel      | Szwajcaria        | 90,0   | 94,5   | 238,5  |
| 21      | Noriaki Kasai       | Japonia           | 93,5   | 90,0   | 237,0  |
| 22      | Choi Yong-jik       | Korea Południowa  | 92,0   | 90,5   | 233,0  |
| 23      | Dmitrij Wasiljew    | Rosja             | 97,5   | 85,5   | 232,0  |
| 23      | Jan Matura          | Czechy            | 94,0   | 87,0   | 232,0  |
| 25      | Andreas Widhölzl    | Austria           | 94,5   | 86,0   | 230,0  |
| 26      | Emmanuel Chedal     | Francja           | 91,5   | 89,5   | 229,5  |
| 27      | David Lazzaroni     | Francja           | 92,5   | 88,5   | 229,0  |
| 28      | Jan Mazoch          | Czechy            | 90,0   | 90,0   | 228,0  |
| 29      | Iwan Karaułow       | Kazachstan        | 90,0   | 90,0   | 227,5  |
| 30      | Marcin Bachleda     | Polska            | 94,5   | 84,5   | 226,0  |
| 31      | Ildar Fatkullin     | Rosja             | 94,0   | 84,0   | 224,0  |
| 32      | Michael Neumayer    | Niemcy            | 89,5   | -      | 113,0  |
| 32      | Primož Peterka      | Słowenia          | 89,5   | -      | 113,0  |
| 32      | Clint Jones         | Stany Zjednoczone | 89,5   | -      | 113,0  |
| 35      | Michael Möllinger   | Szwajcaria        | 89,0   | -      | 112,0  |
| 36      | Daiki Itō           | Japonia           | 88,0   | -      | 110,0  |
| 37      | Takanobu Okabe      | Japonia           | 87,5   | -      | 109,0  |
| 37      | Jens Salumäe        | Estonia           | 88,5   | -      | 109,0  |
| 39      | Dienis Korniłow     | Rosja             | 87,5   | -      | 108,0  |
| 40      | Robert Mateja       | Polska            | 87,5   | -      | 107,5  |
| 40      | Jure Bogataj        | Słowenia          | 88,0   | -      | 107,5  |
| 40      | Dmitrij Ipatow      | Rosja             | 87,5   | -      | 107,5  |
| 43      | Choi Heung-chul     | Korea Południowa  | 87,5   | -      | 107,0  |
| 44      | Simon Ammann        | Szwajcaria        | 88,5   | -      | 105,0  |
| 45      | Mateusz Rutkowski   | Polska            | 85,0   | -      | 101,0  |
| 46      | Kim Hyun-ki         | Korea Południowa  | 84,0   | -      | 100,5  |
| 47      | Stefano Chiapolino  | Włochy            | 84,5   | -      | 99,0   |
| 47      | Martin Mesík        | Słowacja          | 83,5   | -      | 99,0   |
| 49      | Sebastian Colloredo | Włochy            | 83,5   | -      | 97,0   |
| 50      | Maksim Anisimau     | Białoruś          | 82,5   | -      | 89,5   |

### Konkurs drużynowy na skoczni HS 100 (20.02.2005)
| M  | Państwo          | Skład                | Skok 1 | Skok 2 | Punkty |
| -- | ---------------- | -------------------- | ------ | ------ | ------ |
| 1  | Austria          | Wolfgang Loitzl      | 97,5   | 93,0   | 970,5  |
| 1  | Austria          | Andreas Widhölzl     | 88,5   | 91,5   | 970,5  |
| 1  | Austria          | Thomas Morgenstern   | 100,0  | 82,5   | 970,5  |
| 1  | Austria          | Martin Höllwarth     | 94,0   | 97,5   | 970,5  |
| 2  | Niemcy           | Michael Neumayer     | 90,0   | 86,5   | 964,0  |
| 2  | Niemcy           | Martin Schmitt       | 91,5   | 95,5   | 964,0  |
| 2  | Niemcy           | Michael Uhrmann      | 92,5   | 92,0   | 964,0  |
| 2  | Niemcy           | Georg Späth          | 94,0   | 99,0   | 964,0  |
| 3  | Słowenia         | Primož Peterka       | 91,0   | 84,0   | 929,5  |
| 3  | Słowenia         | Jure Bogataj         | 81,5   | 91,0   | 929,5  |
| 3  | Słowenia         | Rok Benkovič         | 97,0   | 94,5   | 929,5  |
| 3  | Słowenia         | Jernej Damjan        | 98,0   | 95,0   | 929,5  |
| 4  | Finlandia        | Matti Hautamäki      | 91,5   | 92,5   | 928,0  |
| 4  | Finlandia        | Jussi Hautamäki      | 86,5   | 86,0   | 928,0  |
| 4  | Finlandia        | Risto Jussilainen    | 93,0   | 84,5   | 928,0  |
| 4  | Finlandia        | Janne Ahonen         | 95,0   | 97,0   | 928,0  |
| 5  | Rosja            | Ildar Fatkullin      | 91,0   | 87,5   | 899,5  |
| 5  | Rosja            | Dmitrij Ipatow       | 83,0   | 82,5   | 899,5  |
| 5  | Rosja            | Dienis Korniłow      | 90,5   | 91,0   | 899,5  |
| 5  | Rosja            | Dmitrij Wasiljew     | 94,0   | 96,5   | 899,5  |
| 6  | Polska           | Kamil Stoch          | 86,5   | 82,0   | 859,0  |
| 6  | Polska           | Marcin Bachleda      | 83,0   | 80,0   | 859,0  |
| 6  | Polska           | Adam Małysz          | 95,0   | 91,0   | 859,0  |
| 6  | Polska           | Robert Mateja        | 89,0   | 90,0   | 859,0  |
| 7  | Czechy           | Jan Mazoch           | 88,5   | 84,5   | 850,5  |
| 7  | Czechy           | Lukáš Hlava          | 79,5   | 83,5   | 850,5  |
| 7  | Czechy           | Jan Matura           | 86,5   | 78,0   | 850,5  |
| 7  | Czechy           | Jakub Janda          | 95,5   | 95,5   | 850,5  |
| 8  | Szwajcaria       | Michael Möllinger    | 86,5   | 87,0   | 846,0  |
| 8  | Szwajcaria       | Simon Ammann         | 83,0   | 82,0   | 846,0  |
| 8  | Szwajcaria       | Marco Steinauer      | 84,0   | 82,5   | 846,0  |
| 8  | Szwajcaria       | Andreas Küttel       | 91,5   | 95,0   | 846,0  |
| 9  | Japonia          | Daiki Itō            | 83,5   | -      | 409,5  |
| 9  | Japonia          | Takanobu Okabe       | 81,5   | -      | 409,5  |
| 9  | Japonia          | Akira Higashi        | 90,5   | -      | 409,5  |
| 9  | Japonia          | Noriaki Kasai        | 85,5   | -      | 409,5  |
| 10 | Korea Południowa | Kang Chil-ku         | 82,0   | -      | 403,0  |
| 10 | Korea Południowa | Choi Heung-chul      | 85,0   | -      | 403,0  |
| 10 | Korea Południowa | Kim Hyun-ki          | 80,0   | -      | 403,0  |
| 10 | Korea Południowa | Choi Yong-jik        | 91,5   | -      | 403,0  |
| 11 | Kazachstan       | Nikołaj Karpienko    | 82,5   | -      | 377,0  |
| 11 | Kazachstan       | Asan Tachtachunow    | 77,0   | -      | 377,0  |
| 11 | Kazachstan       | Radik Żaparow        | 82,5   | -      | 377,0  |
| 11 | Kazachstan       | Iwan Karaułow        | 89,0   | -      | 377,0  |
| 12 | Norwegia         | Lars Bystøl          | 95,0   | -      | 373,5  |
| 12 | Norwegia         | Sigurd Pettersen     | 65,5   | DSQ    | 373,5  |
| 12 | Norwegia         | Bjørn Einar Romøren  | 90,5   | -      | 373,5  |
| 12 | Norwegia         | Roar Ljøkelsøy       | 97,0   | -      | 373,5  |
| 13 | Białoruś         | Iwan Sobolew         | 69,5   | -      | 298,0  |
| 13 | Białoruś         | Dzmitryj Afanasienka | 65,5   | -      | 298,0  |
| 13 | Białoruś         | Piotr Czaadajew      | 79,0   | -      | 298,0  |
| 13 | Białoruś         | Maksim Anisimau      | 80,0   | -      | 298,0  |
| 14 | Chiny            | Li Yang              | 72,5   | -      | 293,5  |
| 14 | Chiny            | Li Chengbo           | 64,5   | -      | 293,5  |
| 14 | Chiny            | Wang Jianxun         | 73,0   | -      | 293,5  |
| 14 | Chiny            | Tian Zhandong        | 82,0   | -      | 293,5  |
| 15 | Włochy           | Sebastian Colloredo  | 84,0   | DSQ    | 271,0  |
| 15 | Włochy           | Marco Beltrame       | 74,5   | -      | 271,0  |
| 15 | Włochy           | Alessio Bolognani    | 81,0   | -      | 271,0  |
| 15 | Włochy           | Stefano Chiapolino   | 86,5   | -      | 271,0  |
| -  | Ukraina          | Mykoła Kozłow        | DNS    | -      | DNS    |
| -  | Ukraina          | Witalij Szumbareć    | DNS    | -      | DNS    |
| -  | Ukraina          | Wołodymyr Boszczuk   | DNS    | -      | DNS    |
| -  | Ukraina          | Ołeksandr Łazarowicz | DNS    | -      | DNS    |

### Kwalifikacje do konkursu indywidualnego na skoczni HS 137 (24.02.2005)
| Miejsce | Skoczek              | Kraj              | Skok  | Wynik punktowy | Kwalifikacja |
| ------- | -------------------- | ----------------- | ----- | -------------- | ------------ |
| 1       | Bjørn Einar Romøren  | Norwegia          | 137,0 | 147,6          | Q            |
| 2       | Lars Bystøl          | Norwegia          | 135,5 | 144,4          | pq           |
| 3       | Sigurd Pettersen     | Norwegia          | 134,5 | 140,6          | Q            |
| 4       | Rok Benkovič         | Słowenia          | 135,5 | 140,4          | Q            |
| 5       | Tami Kiuru           | Finlandia         | 132,0 | 137,6          | Q            |
| 6       | Martin Höllwarth     | Austria           | 131,0 | 136,8          | pq           |
| 7       | Janne Ahonen         | Finlandia         | 130,0 | 134,0          | pq           |
| 8       | Dienis Korniłow      | Rosja             | 131,0 | 133,8          | Q            |
| 9       | Risto Jussilainen    | Finlandia         | 130,5 | 132,9          | pq           |
| 10      | Thomas Morgenstern   | Austria           | 129,5 | 132,6          | pq           |
| 10      | Ildar Fatkullin      | Rosja             | 129,5 | 132,6          | Q            |
| 12      | Andreas Küttel       | Szwajcaria        | 129,0 | 131,7          | Q            |
| 12      | Martin Schmitt       | Niemcy            | 129,0 | 131,7          | Q            |
| 14      | Michael Uhrmann      | Niemcy            | 128,5 | 129,3          | pq           |
| 15      | Primož Peterka       | Słowenia          | 127,0 | 126,1          | Q            |
| 16      | Wolfgang Loitzl      | Austria           | 129,0 | 125,7          | Q            |
| 16      | Hideharu Miyahira    | Japonia           | 126,5 | 125,7          | Q            |
| 18      | Roar Ljøkelsøy       | Norwegia          | 125,5 | 125,4          | pq           |
| 19      | Matti Hautamäki      | Finlandia         | 129,0 | 125,2          | pq           |
| 20      | Jörg Ritzerfeld      | Niemcy            | 126,0 | 124,3          | Q            |
| 21      | Jure Bogataj         | Słowenia          | 124,5 | 121,6          | Q            |
| 22      | Michael Möllinger    | Szwajcaria        | 123,5 | 120,8          | Q            |
| 23      | Kamil Stoch          | Polska            | 123,5 | 120,3          | Q            |
| 23      | Iwan Karaułow        | Kazachstan        | 123,5 | 120,3          | Q            |
| 25      | Takanobu Okabe       | Japonia           | 123,0 | 117,9          | Q            |
| 26      | Adam Małysz          | Polska            | 122,0 | 117,6          | pq           |
| 27      | Simon Ammann         | Szwajcaria        | 122,0 | 117,6          | Q            |
| 28      | Marcin Bachleda      | Polska            | 121,5 | 116,7          | Q            |
| 29      | Noriaki Kasai        | Japonia           | 122,5 | 116,5          | pq           |
| 30      | Andreas Widhölzl     | Austria           | 120,5 | 114,4          | pq           |
| 31      | Nicolas Dessum       | Francja           | 120,5 | 113,9          | Q            |
| 32      | Radik Żaparow        | Kazachstan        | 121,0 | 113,3          | Q            |
| 33      | Dmitrij Wasiljew     | Rosja             | 130,5 | 111,4          | Q            |
| 34      | Jan Matura           | Czechy            | 118,5 | 109,8          | Q            |
| 34      | Kim Hyun-ki          | Korea Południowa  | 118,5 | 109,8          | Q            |
| 36      | Robert Mateja        | Polska            | 119,0 | 109,2          | Q            |
| 37      | Johan Erikson        | Szwecja           | 118,5 | 107,8          | Q            |
| 38      | Antonín Hájek        | Czechy            | 117,0 | 107,1          | Q            |
| 38      | David Lazzaroni      | Francja           | 117,0 | 107,1          | Q            |
| 40      | Mateusz Rutkowski    | Polska            | 117,5 | 107,0          | Q            |
| 41      | Jernej Damjan        | Słowenia          | 118,0 | 104,4          | pq           |
| 42      | Marco Steinauer      | Szwajcaria        | 114,5 | 102,6          | Q            |
| 43      | Emmanuel Chedal      | Francja           | 115,0 | 102,5          | Q            |
| 44      | Marco Beltrame       | Włochy            | 115,0 | 101,5          | Q            |
| 45      | Sebastian Colloredo  | Włochy            | 114,0 | 101,2          | Q            |
| 46      | Tian Zhandong        | Chiny             | 114,5 | 101,1          | Q            |
| 47      | Stefano Chiapolino   | Włochy            | 115,5 | 100,9          | Q            |
| 48      | Clint Jones          | Stany Zjednoczone | 112,5 | 98,5           | nq           |
| 49      | Jens Salumäe         | Estonia           | 113,0 | 97,9           | nq           |
| 50      | Martin Mesík         | Słowacja          | 111,5 | 94,7           | nq           |
| 51      | Nikołaj Karpienko    | Kazachstan        | 111,0 | 93,8           | nq           |
| 52      | Alessio Bolognani    | Włochy            | 110,5 | 92,9           | nq           |
| 53      | Dmitrij Ipatow       | Rosja             | 110,0 | 92,5           | nq           |
| 54      | Asan Tachtachunow    | Kazachstan        | 110,5 | 92,4           | nq           |
| 55      | Choi Heung-chul      | Korea Południowa  | 110,0 | 92,0           | nq           |
| 55      | Jan Mazoch           | Czechy            | 110,0 | 92,0           | nq           |
| 57      | Piotr Czaadajew      | Białoruś          | 108,5 | 87,3           | nq           |
| 58      | Stefan Read          | Kanada            | 107,5 | 86,5           | nq           |
| 59      | Maksim Anisimau      | Białoruś          | 106,5 | 85,7           | nq           |
| 60      | Choi Yong-jik        | Korea Południowa  | 105,0 | 83,0           | nq           |
| 61      | Gregory Baxter       | Kanada            | 101,5 | 77,7           | nq           |
| 62      | Kang Chil-ku         | Korea Południowa  | 102,5 | 77,5           | nq           |
| 63      | Li Yang              | Chiny             | 99,5  | 72,1           | nq           |
| 64      | Dzmitryj Afanasienka | Białoruś          | 99,5  | 71,6           | nq           |
| 65      | Wang Jianxun         | Chiny             | 100,5 | 71,4           | nq           |
| 66      | Wołodymyr Boszczuk   | Ukraina           | 97,5  | 67,5           | nq           |
| 67      | Georg Späth          | Niemcy            | 97,5  | 64,5           | pq           |
| 68      | Ołeksandr Łazarowicz | Ukraina           | 92,0  | 56,1           | nq           |
| 69      | Andrei Balazs        | Rumunia           | 86,5  | 46,2           | nq           |
| 70      | Li Chengbo           | Chiny             | 81,0  | 36,3           | nq           |
| -       | Jakub Janda          | Czechy            | DNS   | -              | pq           |
| -       | Daiki Itō            | Japonia           | DNS   | -              | pq           |

Legenda:
pq – zawodnik ma zapewnioną kwalifikację dzięki pozycji w pierwszej "15" klasyfikacji Pucharu Świata
Q – zawodnik zakwalifikował się do konkursu głównego
nq – zawodnik odpadł w kwalifikacjach
DNS – zawodnik nie wystartował

### Konkurs indywidualny na skoczni HS 137 (25.02.2005)
| Miejsce | Zawodnik            | Państwo          | Skok 1 | Skok 2 | Punkty |
| ------- | ------------------- | ---------------- | ------ | ------ | ------ |
| 1       | Janne Ahonen        | Finlandia        | 141,5  | 142,5  | 313,2  |
| 2       | Roar Ljøkelsøy      | Norwegia         | 140,5  | 138,5  | 307,2  |
| 3       | Jakub Janda         | Czechy           | 138,0  | 141,0  | 304,2  |
| 4       | Lars Bystøl         | Norwegia         | 137,5  | 143,0  | 300,4  |
| 5       | Rok Benkovič        | Słowenia         | 137,5  | 140,0  | 300,0  |
| 6       | Matti Hautamäki     | Finlandia        | 136,5  | 136,0  | 294,5  |
| 7       | Wolfgang Loitzl     | Austria          | 135,5  | 136,0  | 291,7  |
| 8       | Risto Jussilainen   | Finlandia        | 136,5  | 137,0  | 291,3  |
| 9       | Martin Höllwarth    | Austria          | 136,5  | 134,5  | 289,8  |
| 10      | Sigurd Pettersen    | Norwegia         | 134,0  | 136,5  | 283,9  |
| 11      | Adam Małysz         | Polska           | 138,5  | 129,0  | 280,5  |
| 12      | Bjørn Einar Romøren | Norwegia         | 132,0  | 130,5  | 271,5  |
| 13      | Jernej Damjan       | Słowenia         | 133,0  | 129,0  | 270,6  |
| 14      | Michael Uhrmann     | Niemcy           | 129,5  | 130,5  | 268,0  |
| 15      | Thomas Morgenstern  | Austria          | 132,5  | 128,0  | 267,9  |
| 16      | Martin Schmitt      | Niemcy           | 132,0  | 125,0  | 261,1  |
| 17      | Andreas Widhölzl    | Austria          | 127,0  | 129,0  | 258,3  |
| 18      | Andreas Küttel      | Szwajcaria       | 123,5  | 131,5  | 256,5  |
| 19      | Georg Späth         | Niemcy           | 130,0  | 123,5  | 252,8  |
| 20      | Jörg Ritzerfeld     | Niemcy           | 131,5  | 121,0  | 251,0  |
| 21      | Tami Kiuru          | Finlandia        | 129,5  | 123,0  | 250,0  |
| 22      | Dmitrij Wasiljew    | Rosja            | 128,5  | 124,5  | 248,4  |
| 23      | Jan Matura          | Czechy           | 125,0  | 123,5  | 242,8  |
| 24      | Primož Peterka      | Słowenia         | 126,5  | 121,0  | 240,0  |
| 25      | Hideharu Miyahira   | Japonia          | 125,5  | 119,5  | 239,0  |
| 26      | Dienis Korniłow     | Rosja            | 125,0  | 120,5  | 238,9  |
| 27      | Simon Ammann        | Szwajcaria       | 127,0  | 118,0  | 237,5  |
| 28      | Jure Bogataj        | Słowenia         | 123,0  | 121,5  | 236,1  |
| 28      | Takanobu Okabe      | Japonia          | 125,5  | 119,0  | 236,1  |
| 30      | Antonín Hájek       | Czechy           | 125,5  | 116,0  | 229,7  |
| 31      | Daiki Itō           | Japonia          | 122,5  | –      | 118,0  |
| 32      | Ildar Fatkullin     | Rosja            | 122,0  | –      | 116,6  |
| 33      | Emmanuel Chedal     | Francja          | 120,5  | –      | 114,4  |
| 34      | Michael Möllinger   | Szwajcaria       | 120,5  | –      | 113,9  |
| 35      | Iwan Karaułow       | Kazachstan       | 120,5  | –      | 113,4  |
| 36      | Noriaki Kasai       | Japonia          | 119,0  | –      | 110,7  |
| 37      | Kamil Stoch         | Polska           | 117,5  | –      | 108,5  |
| 38      | Kim Hyun-ki         | Korea Południowa | 117,5  | –      | 108,0  |
| 39      | Mateusz Rutkowski   | Polska           | 115,0  | –      | 102,0  |
| 40      | Radik Żaparow       | Kazachstan       | 115,0  | –      | 101,5  |
| 41      | David Lazzaroni     | Francja          | 114,0  | –      | 99,7   |
| 42      | Marco Beltrame      | Włochy           | 112,0  | –      | 96,1   |
| 43      | Nicolas Dessum      | Francja          | 111,5  | –      | 95,7   |
| 44      | Tian Zhandong       | Chiny            | 111,0  | –      | 94,3   |
| 45      | Sebastian Colloredo | Włochy           | 109,0  | –      | 89,7   |
| 46      | Marco Steinauer     | Szwajcaria       | 108,0  | –      | 89,4   |
| 47      | Marcin Bachleda     | Polska           | 107,5  | –      | 88,5   |
| 48      | Johan Erikson       | Szwecja          | 107,5  | –      | 86,0   |
| 49      | Stefano Chiapolino  | Włochy           | 105,5  | –      | 83,9   |
| 50      | Robert Mateja       | Polska           | 102,5  | –      | 78,5   |

### Konkurs drużynowy na skoczni HS 137 (26.02.2005)
| M  | Państwo          | Skład                | Skok 1 | Skok 2 | Punkty |
| -- | ---------------- | -------------------- | ------ | ------ | ------ |
| 1  | Austria          | Wolfgang Loitzl      | 131,0  | 132,0  | 1137,3 |
| 1  | Austria          | Andreas Widhölzl     | 131,0  | 135,5  | 1137,3 |
| 1  | Austria          | Thomas Morgenstern   | 135,0  | 137,5  | 1137,3 |
| 1  | Austria          | Martin Höllwarth     | 138,5  | 138,0  | 1137,3 |
| 2  | Finlandia        | Risto Jussilainen    | 130,5  | 134,5  | 1122,9 |
| 2  | Finlandia        | Tami Kiuru           | 131,0  | 126,0  | 1122,9 |
| 2  | Finlandia        | Matti Hautamäki      | 139,5  | 139,5  | 1122,9 |
| 2  | Finlandia        | Janne Ahonen         | 129,5  | 142,5  | 1122,9 |
| 3  | Norwegia         | Bjørn Einar Romøren  | 136,5  | 133,5  | 1113,5 |
| 3  | Norwegia         | Sigurd Pettersen     | 123,5  | 128,5  | 1113,5 |
| 3  | Norwegia         | Lars Bystøl          | 136,0  | 131,5  | 1113,5 |
| 3  | Norwegia         | Roar Ljøkelsøy       | 134,0  | 141,5  | 1113,5 |
| 4  | Słowenia         | Primož Peterka       | 119,5  | 129,0  | 1004,6 |
| 4  | Słowenia         | Jure Bogataj         | 116,5  | 119,0  | 1004,6 |
| 4  | Słowenia         | Jernej Damjan        | 128,0  | 124,5  | 1004,6 |
| 4  | Słowenia         | Rok Benkovič         | 139,5  | 138,5  | 1004,6 |
| 5  | Niemcy           | Martin Schmitt       | 121,5  | 128,0  | 985,6  |
| 5  | Niemcy           | Jörg Ritzerfeld      | 117,5  | 120,0  | 985,6  |
| 5  | Niemcy           | Michael Uhrmann      | 127,0  | 125,5  | 985,6  |
| 5  | Niemcy           | Georg Späth          | 134,5  | 128,0  | 985,6  |
| 6  | Rosja            | Ildar Fatkullin      | 120,0  | 130,5  | 933,6  |
| 6  | Rosja            | Dmitrij Ipatow       | 119,0  | 117,5  | 933,6  |
| 6  | Rosja            | Dienis Korniłow      | 119,0  | 114,0  | 933,6  |
| 6  | Rosja            | Dmitrij Wasiljew     | 131,0  | 126,0  | 933,6  |
| 7  | Szwajcaria       | Andreas Küttel       | 124,5  | 131,5  | 932,9  |
| 7  | Szwajcaria       | Michael Möllinger    | 122,0  | 124,0  | 932,9  |
| 7  | Szwajcaria       | Marco Steinauer      | 110,0  | 124,0  | 932,9  |
| 7  | Szwajcaria       | Simon Ammann         | 122,0  | 120,0  | 932,9  |
| 8  | Czechy           | Lukáš Hlava          | 113,5  | 107,5  | 916,9  |
| 8  | Czechy           | Jan Mazoch           | 116,0  | 111,5  | 916,9  |
| 8  | Czechy           | Jan Matura           | 122,5  | 127,5  | 916,9  |
| 8  | Czechy           | Jakub Janda          | 138,5  | 128,5  | 916,9  |
| 9  | Polska           | Mateusz Rutkowski    | 111,5  | -      | 449,7  |
| 9  | Polska           | Marcin Bachleda      | 114,0  | -      | 449,7  |
| 9  | Polska           | Kamil Stoch          | 117,0  | -      | 449,7  |
| 9  | Polska           | Adam Małysz          | 136,5  | -      | 449,7  |
| 10 | Japonia          | Noriaki Kasai        | 111,5  | -      | 422,6  |
| 10 | Japonia          | Takanobu Okabe       | 120,5  | -      | 422,6  |
| 10 | Japonia          | Hideharu Miyahira    | 116,0  | -      | 422,6  |
| 10 | Japonia          | Akira Higashi        | 116,5  | -      | 422,6  |
| 11 | Kazachstan       | Asan Tachtachunow    | 97,5   | -      | 359,3  |
| 11 | Kazachstan       | Nikołaj Karpienko    | 113,5  | -      | 359,3  |
| 11 | Kazachstan       | Iwan Karaułow        | 102,5  | -      | 359,3  |
| 11 | Kazachstan       | Radik Żaparow        | 120,0  | -      | 359,3  |
| 12 | Włochy           | Alessio Bolognani    | 94,5   | -      | 345,3  |
| 12 | Włochy           | Sebastian Colloredo  | 114,5  | -      | 345,3  |
| 12 | Włochy           | Marco Beltrame       | 114,0  | -      | 345,3  |
| 12 | Włochy           | Stefano Chiapolino   | 105,5  | -      | 345,3  |
| 13 | Korea Południowa | Kang Chil-ku         | 95,5   | -      | 307,4  |
| 13 | Korea Południowa | Choi Yong-jik        | 106,5  | -      | 307,4  |
| 13 | Korea Południowa | Choi Heung-chul      | 100,5  | -      | 307,4  |
| 13 | Korea Południowa | Kim Hyun-ki          | 108,0  | -      | 307,4  |
| 14 | Chiny            | Li Chengbo           | 75,0   | -      | 190,9  |
| 14 | Chiny            | Wang Jianxun         | 89,0   | -      | 190,9  |
| 14 | Chiny            | Li Yang              | 93,0   | -      | 190,9  |
| 14 | Chiny            | Tian Zhandong        | 98,5   | -      | 190,9  |
| 15 | Białoruś         | Iwan Sobolew         | 90,0   | -      | 186,8  |
| 15 | Białoruś         | Dzmitryj Afanasienka | 94,0   | -      | 186,8  |
| 15 | Białoruś         | Piotr Czaadajew      | DSQ    | -      | 186,8  |
| 15 | Białoruś         | Maksim Anisimau      | 99,5   | -      | 186,8  |

## Składy reprezentacji
Poniżej znajduje się zestawienie składów wszystkich reprezentacji, które uczestniczyły w konkursach skoków na MŚ w Oberstdorfie. Mimo wcześniejszego powołania do kadry, w żadnym z konkursów nie wystartowali: Florian Liegl, Aleksiej Lepichin, Stephan Hocke, Daniel Forfang, Robert Kranjec, Peter Žonta, Mykoła Kozłow, Witalij Szumbareć i Andrea Morassi. Do austriackiej kadry na mistrzostwa świata nie został powołany Andreas Goldberger, w związku z czym został zaproszony do studia telewizji Österreichischer Rundfunk w celu komentowania konkursów mistrzostw świata. Ponadto na mistrzostwa nie zostali powołani Tommy Ingebrigtsen, który słabo zaprezentował się w mistrzostwach Norwegii oraz Alan Alborn z powodu kontuzji kolana.
Z uwagi na fakt, że Adam Małysz bronił mistrzowskich tytułów sprzed dwóch lat, Polska mogła wystawić po pięciu zawodników do obu konkurencji indywidualnych.
| Zawodnik              | Data urodzenia       | Miejsca na MŚ 2003 | Miejsca na MŚ 2003 | Miejsca na MŚ 2003 | Miejsca na MŚ 2005 | Miejsca na MŚ 2005 | Miejsca na MŚ 2005 | Miejsca na MŚ 2005 | Źródło  |
| Zawodnik              | Data urodzenia       | ind. normalna      | ind. duża          | druż. duża         | ind. normalna      | ind. duża          | druż. normalna     | druż. duża         | Źródło  |
| --------------------- | -------------------- | ------------------ | ------------------ | ------------------ | ------------------ | ------------------ | ------------------ | ------------------ | ------- |
| Austria (5)           |                      |                    |                    |                    |                    |                    |                    |                    |         |
| Martin Höllwarth      | 13 kwietnia 1974     | 7                  | 14                 | 5                  | 12                 | 9                  | 1                  | 1                  | [ 50 ]  |
| Florian Liegl         | 1 lutego 1983        | 25                 | 8                  | 5                  | –                  | –                  | –                  | –                  | [ 51 ]  |
| Wolfgang Loitzl       | 13 stycznia 1980     | –                  | –                  | –                  | 6                  | 7                  | 1                  | 1                  | [ 52 ]  |
| Thomas Morgenstern    | 30 października 1986 | 16                 | –                  | –                  | 18                 | 15                 | 1                  | 1                  | [ 53 ]  |
| Andreas Widhölzl      | 14 października 1976 | –                  | 11                 | 5                  | 25                 | 17                 | 1                  | 1                  | [ 54 ]  |
| Białoruś (4)          |                      |                    |                    |                    |                    |                    |                    |                    |         |
| Dzmitryj Afanasienka  | 9 marca 1981         | q                  | q                  | 12                 | q                  | q                  | 13                 | 15                 | [ 55 ]  |
| Maksim Anisimau       | 5 kwietnia 1983      | –                  | –                  | –                  | 50                 | q                  | 13                 | 15                 | [ 56 ]  |
| Piotr Czaadajew       | 21 lipca 1987        | –                  | –                  | –                  | q                  | q                  | 13                 | 15                 | [ 57 ]  |
| Iwan Sobolew          | 3 marca 1983         | –                  | –                  | 12                 | –                  | –                  | 13                 | 15                 | [ 58 ]  |
| Chiny (4)             |                      |                    |                    |                    |                    |                    |                    |                    |         |
| Li Chengbo            | 15 listopada 1984    | –                  | –                  | –                  | q                  | q                  | 14                 | 14                 | [ 59 ]  |
| Li Yang               | 31 marca 1980        | –                  | –                  | –                  | q                  | q                  | 14                 | 14                 | [ 60 ]  |
| Tian Zhandong         | 13 kwietnia 1983     | –                  | –                  | –                  | q                  | 44                 | 14                 | 14                 | [ 61 ]  |
| Wang Jianxun          | 14 listopada 1981    | –                  | –                  | –                  | q                  | q                  | 14                 | 14                 | [ 62 ]  |
| Czechy (5)            |                      |                    |                    |                    |                    |                    |                    |                    |         |
| Antonín Hájek         | 12 lutego 1987       | –                  | –                  | –                  | –                  | 30                 | –                  | –                  | [ 63 ]  |
| Lukáš Hlava           | 10 września 1984     | –                  | 44                 | 8                  | q                  | –                  | 7                  | 8                  | [ 64 ]  |
| Jakub Janda           | 27 kwietnia 1978     | 14                 | 25                 | 8                  | 2                  | 3                  | 7                  | 8                  | [ 65 ]  |
| Jan Matura            | 29 stycznia 1980     | 28                 | 20                 | 8                  | 23                 | 23                 | 7                  | 8                  | [ 66 ]  |
| Jan Mazoch            | 5 września 1985      | 44                 | 48                 | 8                  | 28                 | q                  | 7                  | 8                  | [ 67 ]  |
| Estonia (1)           |                      |                    |                    |                    |                    |                    |                    |                    |         |
| Jens Salumäe          | 15 marca 1981        | q                  | q                  | –                  | 37                 | q                  | –                  | –                  | [ 68 ]  |
| Finlandia (5)         |                      |                    |                    |                    |                    |                    |                    |                    |         |
| Janne Ahonen          | 11 maja 1977         | –                  | 35                 | 1                  | 3                  | 1                  | 4                  | 2                  | [ 71 ]  |
| Jussi Hautamäki       | 20 kwietnia 1979     | –                  | –                  | –                  | 15                 | –                  | 4                  | 2                  | [ 72 ]  |
| Matti Hautamäki       | 14 lipca 1981        | 9                  | 2                  | 1                  | 17                 | 6                  | 4                  | 2                  | [ 73 ]  |
| Risto Jussilainen     | 10 czerwca 1975      | –                  | –                  | –                  | 11                 | 8                  | 4                  | –                  | [ 74 ]  |
| Tami Kiuru            | 13 września 1976     | 5                  | 10                 | 1                  | –                  | 21                 | –                  | 2                  | [ 75 ]  |
| Francja (3)           |                      |                    |                    |                    |                    |                    |                    |                    |         |
| Emmanuel Chedal       | 15 stycznia 1983     | –                  | –                  | –                  | 26                 | 33                 | –                  | –                  | [ 76 ]  |
| Nicolas Dessum        | 20 lutego 1977       | 16                 | 28                 | –                  | q                  | 43                 | –                  | –                  | [ 77 ]  |
| David Lazzaroni       | 4 lutego 1985        | –                  | –                  | –                  | 27                 | 41                 | –                  | –                  | [ 78 ]  |
| Japonia (5)           |                      |                    |                    |                    |                    |                    |                    |                    |         |
| Akira Higashi         | 7 stycznia 1972      | –                  | 38                 | 2                  | 18                 | –                  | 9                  | 10                 | [ 79 ]  |
| Daiki Itō             | 27 grudnia 1985      | –                  | –                  | –                  | 36                 | 31                 | 9                  | –                  | [ 80 ]  |
| Noriaki Kasai         | 6 czerwca 1972       | 3                  | 3                  | 2                  | 21                 | 36                 | 9                  | 10                 | [ 81 ]  |
| Hideharu Miyahira     | 21 grudnia 1973      | 4                  | 5                  | 2                  | –                  | 25                 | –                  | 10                 | [ 82 ]  |
| Takanobu Okabe        | 26 października 1970 | –                  | –                  | –                  | 37                 | 28                 | 9                  | 10                 | [ 83 ]  |
| Kanada (2)            |                      |                    |                    |                    |                    |                    |                    |                    |         |
| Gregory Baxter        | 4 września 1989      | –                  | –                  | –                  | q                  | q                  | –                  | –                  | [ 84 ]  |
| Stefan Read           | 7 maja 1987          | –                  | –                  | –                  | q                  | q                  | –                  | –                  | [ 85 ]  |
| Kazachstan (5)        |                      |                    |                    |                    |                    |                    |                    |                    |         |
| Iwan Karaułow         | 23 czerwca 1980      | –                  | –                  | –                  | 29                 | 35                 | 11                 | 11                 | [ 86 ]  |
| Nikołaj Karpienko     | 10 sierpnia 1981     | –                  | –                  | –                  | q                  | q                  | 11                 | 11                 | [ 87 ]  |
| Aleksiej Lepichin     | 5 lipca 1982         | –                  | –                  | –                  | –                  | –                  | –                  | –                  | [ 88 ]  |
| Asan Tachtachunow     | 25 września 1986     | –                  | –                  | –                  | q                  | q                  | 11                 | 11                 | [ 89 ]  |
| Radik Żaparow         | 29 lutego 1984       | q                  | q                  | 11                 | q                  | 40                 | 11                 | 11                 | [ 90 ]  |
| Korea Południowa (4)  |                      |                    |                    |                    |                    |                    |                    |                    |         |
| Choi Heung-chul       | 3 grudnia 1981       | q                  | 49                 | –                  | 43                 | q                  | 10                 | 13                 | [ 92 ]  |
| Choi Yong-jik         | 3 grudnia 1983       | –                  | –                  | –                  | 22                 | q                  | 10                 | 13                 | [ 93 ]  |
| Kang Chil-ku          | 8 sierpnia 1983      | q                  | q                  | –                  | q                  | q                  | 10                 | 13                 | [ 94 ]  |
| Kim Hyun-ki           | 9 lutego 1983        | q                  | q                  | –                  | 46                 | 38                 | 10                 | 13                 | [ 95 ]  |
| Niemcy (6)            |                      |                    |                    |                    |                    |                    |                    |                    |         |
| Stephan Hocke         | 20 października 1983 | –                  | –                  | –                  | –                  | –                  | –                  | –                  | [ 97 ]  |
| Michael Neumayer      | 15 stycznia 1979     | –                  | –                  | –                  | 32                 | –                  | 2                  | –                  | [ 98 ]  |
| Jörg Ritzerfeld       | 28 czerwca 1983      | –                  | –                  | –                  | –                  | 20                 | –                  | 5                  | [ 99 ]  |
| Martin Schmitt        | 29 stycznia 1978     | –                  | 21                 | 4                  | 12                 | 16                 | 2                  | 5                  | [ 100 ] |
| Georg Späth           | 24 lutego 1981       | 22                 | 19                 | 4                  | 5                  | 19                 | 2                  | 5                  | [ 101 ] |
| Michael Uhrmann       | 16 września 1978     | 13                 | 9                  | 4                  | 16                 | 14                 | 2                  | 5                  | [ 102 ] |
| Norwegia (5)          |                      |                    |                    |                    |                    |                    |                    |                    |         |
| Lars Bystøl           | 4 grudnia 1978       | 12                 | –                  | 3                  | 9                  | 4                  | 12                 | 3                  | [ 103 ] |
| Daniel Forfang        | 28 grudnia 1979      | –                  | –                  | –                  | –                  | –                  | –                  | –                  | [ 104 ] |
| Roar Ljøkelsøy        | 31 maja 1976         | 18                 | 22                 | –                  | 9                  | 2                  | 12                 | 3                  | [ 105 ] |
| Sigurd Pettersen      | 28 lutego 1980       | –                  | 18                 | 3                  | 14                 | 10                 | 12                 | 3                  | [ 106 ] |
| Bjørn Einar Romøren   | 1 kwietnia 1981      | 10                 | 13                 | 3                  | 4                  | 12                 | 12                 | 3                  | [ 107 ] |
| Polska (5)            |                      |                    |                    |                    |                    |                    |                    |                    |         |
| Marcin Bachleda       | 4 września 1982      | 36                 | 27                 | 7                  | 30                 | 47                 | 6                  | 9                  | [ 108 ] |
| Adam Małysz           | 3 grudnia 1977       | 1                  | 1                  | 7                  | 6                  | 11                 | 6                  | 9                  | [ 109 ] |
| Robert Mateja         | 5 października 1974  | 41                 | 36                 | 7                  | 40                 | 50                 | 6                  | –                  | [ 110 ] |
| Mateusz Rutkowski     | 18 kwietnia 1986     | –                  | –                  | –                  | 45                 | 39                 | –                  | 9                  | [ 111 ] |
| Kamil Stoch           | 25 maja 1987         | –                  | –                  | –                  | q                  | 37                 | 6                  | 9                  | [ 112 ] |
| Rosja (4)             |                      |                    |                    |                    |                    |                    |                    |                    |         |
| Ildar Fatkullin       | 16 października 1982 | –                  | –                  | –                  | 31                 | 32                 | 5                  | 6                  | [ 113 ] |
| Dmitrij Ipatow        | 30 czerwca 1984      | –                  | –                  | –                  | 40                 | q                  | 5                  | 6                  | [ 114 ] |
| Dienis Korniłow       | 17 sierpnia 1986     | –                  | –                  | –                  | 39                 | 26                 | 5                  | 6                  | [ 115 ] |
| Dmitrij Wasiljew      | 26 grudnia 1979      | 49                 | 32                 | –                  | 23                 | 22                 | 5                  | 6                  | [ 116 ] |
| Rumunia (1)           |                      |                    |                    |                    |                    |                    |                    |                    |         |
| Andrei Balazs         | 12 marca 1986        | –                  | –                  | –                  | q                  | q                  | –                  | –                  | [ 117 ] |
| Słowacja (1)          |                      |                    |                    |                    |                    |                    |                    |                    |         |
| Martin Mesík          | 17 października 1979 | q                  | q                  | –                  | 47                 | q                  | –                  | –                  | [ 118 ] |
| Słowenia (6)          |                      |                    |                    |                    |                    |                    |                    |                    |         |
| Rok Benkovič          | 20 marca 1986        | 31                 | 23                 | 6                  | 1                  | 5                  | 3                  | 4                  | [ 120 ] |
| Jure Bogataj          | 26 kwietnia 1985     | –                  | –                  | –                  | 40                 | 28                 | 3                  | 4                  | [ 121 ] |
| Jernej Damjan         | 28 maja 1983         | –                  | –                  | –                  | 6                  | 13                 | 3                  | 4                  | [ 122 ] |
| Robert Kranjec        | 16 lipca 1981        | 21                 | 6                  | 6                  | –                  | –                  | –                  | –                  | [ 123 ] |
| Primož Peterka        | 28 lutego 1979       | 18                 | 15                 | 6                  | 32                 | 24                 | 3                  | 4                  | [ 124 ] |
| Peter Žonta           | 9 stycznia 1979      | –                  | 29                 | 6                  | –                  | –                  | –                  | –                  | [ 125 ] |
| Stany Zjednoczone (2) |                      |                    |                    |                    |                    |                    |                    |                    |         |
| Clint Jones           | 5 października 1984  | 32                 | 40                 | –                  | 32                 | q                  | –                  | –                  | [ 126 ] |
| Brian Welch           | 18 stycznia 1984     | –                  | –                  | –                  | q                  | –                  | –                  | –                  | [ 127 ] |
| Szwajcaria (4)        |                      |                    |                    |                    |                    |                    |                    |                    |         |
| Simon Ammann          | 25 czerwca 1981      | 10                 | 17                 | 9                  | 44                 | 27                 | 8                  | 7                  | [ 128 ] |
| Andreas Küttel        | 22 kwietnia 1979     | 47                 | 47                 | 9                  | 20                 | 18                 | 8                  | 7                  | [ 129 ] |
| Michael Möllinger     | 25 października 1980 | –                  | –                  | –                  | 35                 | 34                 | 8                  | 7                  | [ 130 ] |
| Marco Steinauer       | 13 kwietnia 1976     | 48                 | 45                 | 9                  | –                  | 46                 | 8                  | 7                  | [ 131 ] |
| Szwecja (1)           |                      |                    |                    |                    |                    |                    |                    |                    |         |
| Johan Erikson         | 20 stycznia 1985     | –                  | –                  | –                  | q                  | 48                 | –                  | –                  | [ 132 ] |
| Ukraina (4)           |                      |                    |                    |                    |                    |                    |                    |                    |         |
| Wołodymyr Boszczuk    | 3 sierpnia 1982      | q                  | q                  | 13                 | q                  | q                  | DNS                | –                  | [ 133 ] |
| Mykoła Kozłow         | 17 kwietnia 1982     | –                  | –                  | –                  | –                  | –                  | DNS                | –                  | [ 134 ] |
| Ołeksandr Łazarowicz  | 30 sierpnia 1984     | q                  | q                  | 13                 | q                  | q                  | DNS                | –                  | [ 135 ] |
| Witalij Szumbareć     | 14 lipca 1983        | –                  | –                  | 13                 | –                  | –                  | DNS                | –                  | [ 136 ] |
| Włochy (5)            |                      |                    |                    |                    |                    |                    |                    |                    |         |
| Marco Beltrame        | 23 grudnia 1986      | –                  | –                  | 10                 | q                  | 42                 | 15                 | 12                 | [ 137 ] |
| Alessio Bolognani     | 17 listopada 1983    | q                  | q                  | –                  | q                  | q                  | 15                 | 12                 | [ 138 ] |
| Stefano Chiapolino    | 6 lipca 1985         | 44                 | q                  | 10                 | 47                 | 49                 | 15                 | 12                 | [ 139 ] |
| Sebastian Colloredo   | 9 września 1987      | –                  | –                  | –                  | 49                 | 45                 | 15                 | 12                 | [ 140 ] |
| Andrea Morassi        | 30 sierpnia 1988     | –                  | –                  | –                  | –                  | –                  | –                  | –                  | [ 141 ] |

Legenda:
q – zawodnik nie zakwalifikował się do konkursu głównego;
DNS – zawodnik nie wystartował w konkursie głównym;
- – zawodnik nie został zgłoszony do kwalifikacji.

## Upadki

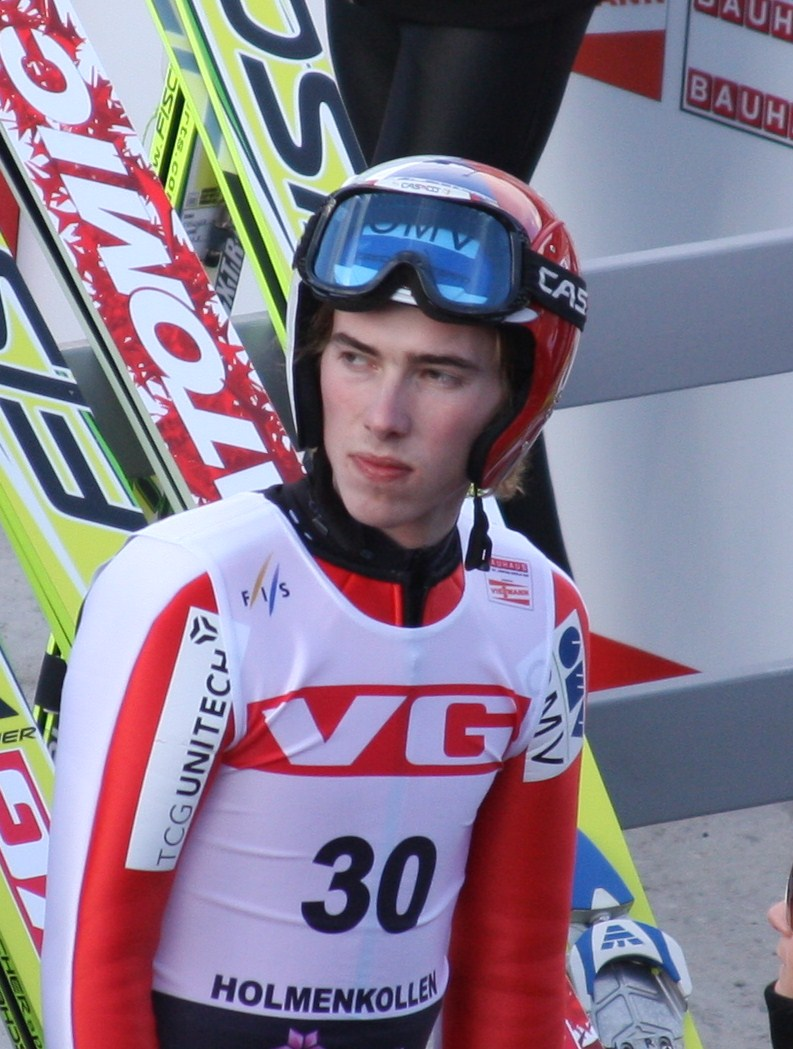
Antonín Hájek.

Podczas Mistrzostw Świata 2005 doszło do trzech upadków skoczków narciarskich. W trakcie serii kwalifikacyjnej przed konkursem indywidualnym na obiekcie normalnym skoku na odległość 78,5 metra nie ustał Brian Welch, w wyniku czego zajął przedostatnie miejsce. Podczas kwalifikacji do drugiego z konkursów indywidualnych upadek zaliczył Dmitrij Wasiljew, który uzyskał 130,5 metra i zajął 22. miejsce. W serii próbnej przed konkursem drużynowym na obiekcie dużym groźnie wyglądający upadek miał Antonín Hájek. Upadek Czecha poprzedziło spóźnione odbicie z progu. Za progiem zawodnik otrzymał podmuch wiatru, w wyniku czego nie był w stanie wylądować. Wprost ze skoczni Hájek udał się do szpitala, gdzie wykonano szereg badań, które nie wykazały żadnych nieprawidłowości. W pozostałych startach na mistrzostwach świata w Oberstdorfie nie odnotowano żadnego upadku.